# São Paulo
São Paulo o San Pablo es la ciudad más poblada de Brasil y de todo el continente americano, capital del estado de São Paulo y la principal ciudad de la región metropolitana de São Paulo, en la región Sudeste de Brasil. Con una población de 11 451 372 habitantes (en 2021) en la ciudad propia y de 22 048 504 habitantes en su área metropolitana (en 2021), integran la ciudad y la metrópoli más pobladas de América y del hemisferio occidental, además de ser una de las aglomeraciones urbanas más pobladas del mundo. También es la ciudad más poblada de la lusofonía (mayor ciudad/metrópoli del mundo hablante del idioma portugués).
São Paulo es la ciudad brasileña más influyente en el escenario global, siendo, en 2016, la 11.ª ciudad más globalizada del planeta, recibiendo la clasificación de ciudad global alfa, por parte del Globalization and World Cities Study Group & Network (GaWC). Asimismo, es la ciudad lusófona más poblada e importante del mundo en términos tanto demográficos como culturales y económicos.
Es un importante centro financiero de América Latina, algunas fuentes la ubican como la mejor ciudad para hacer negocios en América Latina. Es llamada por los brasileños como la ciudad que no puede parar. y es catalogada como ciudad global de tipo Alfa. Según estudios de las consultoras Brookings, AméricaEconomía y PriceWaterhouseCoopers, es la ciudad más rica de América Latina, según su PIB (PPA). En el año 2017, São Paulo fue catalogada como la ciudad con más multimillonarios en América Latina y América del Sur, y la 4.ª del continente.
São Paulo es uno de los grandes centros de cultura, entretenimiento, moda y negocios a nivel mundial. La Bovespa es la decimotercer mayor bolsa de valores (en valor de mercado) del mundo y la mayor de Latinoamérica. Según el sitio de la Bovespa, en este mercado se cotizan más de 500 compañías. La pizza es uno de los platos favoritos de la ciudad, con una producción de cerca de 1 millón de unidades por día, con 30 % de las ventas nacionales, solo superada por Nueva York.

## Historia

### Primeros pueblos
El área donde se ubica el Gran São Paulo estuvo habitada principalmente por la tribu indígena de los Guaianás en el período pre-Cabralino, pueblo que también dominó la región del actual Valle de la Ribeira. Los indios de Guayana eran cazadores-recolectores nómadas. No vivían en huecos y tenían la costumbre de vivir en pozos revestidos con pieles de animales y ramas. A principios del siglo XIX, este pueblo indígena se extinguió.

### Fundación
La villa de São Paulo dos Campos de Piratininga (topónimo indígena que significa “pez seco” o “pez seco”, por la crecida del río), a su vez, surgió el 25 de enero de 1554 con la construcción de una casa jesuita colegio (ahora Pátio do Colégio) por doce sacerdotes, entre ellos Manuel da Nóbrega y José de Anchieta, en lo alto de una empinada colina, entre los ríos Anhangabaú y Tamanduateí. Esta escuela, que funcionaba en un galpón de tapial, tenía como finalidad la catequesis de los indios que vivían en la región del Planalto de Piratininga, separada de la costa por la Serra do Mar, llamada por los indios de "Serra de Paranapiacaba".
Se eligió el nombre São Paulo porque la escuela fue fundada el 25 de enero, el mismo día en que la Iglesia católica celebra la conversión del apóstol Pablo de Tarso, como dijo el Padre José de Anchieta en una carta a la Compañía de Jesús : "El 25 de enero del año del Señor de 1554, celebramos la primera misa en una casa muy pobre y estrecha, el día de la conversión del Apóstol San Pablo y, por tanto, ¡le dedicamos nuestra casa!”
El poblamiento de la región del Pátio do Colégio comenzó en 1560, cuando, durante la visita de Mem de Sá, gobernador general de Brasil, a la Capitanía de São Vicente, ordenó el traslado de la población de la aldea de Santo André da Borda do Campo, fundado en 1553 por João Ramalho y ubicado en el camino al mar (actual región ABC de São Paulo), en las afueras de la escuela, llamada "Colégio de São Paulo de Piratininga", un lugar más alto y más adecuado (un acantilado de colina adyacente a una gran llanura aluvial, la Várzea do Carmo, por un lado, y, por otro lado, el valle de tierras bajas, el Vale do Anhangabaú), para protegerse mejor de los ataques indios.
En 1562, sin embargo, inquietos por la alianza entre los tupiniquins y los portugueses, los indios tupinambá, unidos en la Confederación de Tamoios, lanzaron una serie de ataques contra la villa el 9 de julio, en el episodio conocido como el Sitio de Piratininga. La defensa organizada por Tibiriçá y João Ramalho obligó a los indígenas a retirarse el 10 de julio del mismo año. Todavía en 1590, ante la inminencia de un nuevo ataque, la ciudad se prepara de nuevo con obras de defensa.
A la vuelta del siglo XVII, los ataques de los indígenas disminuyeron y el poblamiento se consolidó, en palabras de Alcântara Machado : «Después de todo, con la retirada, la sumisión y el exterminio de los gentiles vecinos, la condición del pueblo de São Paulo se vuelve más relajado y el uso regular del piso».

### Capital de capitanía
São Paulo permaneció, durante los siguientes dos siglos, como un pueblo pobre aislado del centro de gravedad de la colonia, la costa, y se mantuvo a través de cultivos de subsistencia. São Paulo fue, durante mucho tiempo, el único pueblo del interior de Brasil. Este aislamiento de São Paulo se produjo principalmente porque era extremadamente difícil escalar a pie la Serra do Mar desde Vila de Santos o Vila de São Vicente hasta la meseta de Piratininga. Esta subida fue realizada por el Caminho do Padre José de Anchieta. Mem de Sá, durante su visita a la Capitanía de São Vicente, había prohibido el uso del "Caminho do Piraiquê" (hoy Piaçaguera), porque allí eran frecuentes los ataques de los indios.
En el siglo XVII, hombres que trabajaban en la región sureste con la explotación de minerales, esclavización de indígenas y captura de esclavos fugitivos, que en su tiempo fueron conocidos como «paulistas» o «sertanistas», fueron los responsables de la inicio de las expediciones de los Bandeiras, que generalmente salían de la ciudad de São Paulo siguiendo el curso de los ríos, creando senderos y puntos de apoyo que luego se convertirían en ciudades. Estas exploraciones, que terminaron por expandir el territorio de la colonia del Estado de Brasil, tenían como principal objetivo la captura de indígenas para la esclavitud a través de ataques a las aldeas y misiones jesuíticas. Los principales bandeirantes, como se conoció más tarde a estos hombres, fueron Fernão Dias Pais, Manuel de Borba Gato, Bartolomeu Bueno da Silva (Anhanguera), Domingos Jorge Velho, Antônio Raposo Tavares, Nicolau Barreto y Manuel Preto.
El 22 de marzo de 1681, el marqués de Cascais, donatario de la Capitanía de São Vicente, traslada la capital de la Capitanía de São Vicente a la Vila de São Paulo, que se convierte en la "Cabeça da Capitanía". La nueva capital se instaló el 23 de abril de 1683, con grandes celebraciones públicas.
Por ser la región más pobre de la colonia portuguesa en América, en São Paulo se inició la actividad de los pioneros, quienes se dispersaron por el interior del país cazando indios porque, siendo extremadamente pobres, los paulistas no podían comprar esclavos africanos. También salieron en busca de oro y diamantes. El descubrimiento de oro en la región de Minas Gerais, en la década de 1690, volvió la atención del reino hacia São Paulo.
El 3 de noviembre de 1709 se creó la nueva Capitanía de São Paulo y Minas de Ouro, cuando la Capitanía de São Paulo y la Capitanía de Santo Amaro fueron compradas por la Corona portuguesa a sus antiguos concesionarios. El 11 de julio de 1711, Vila de São Paulo fue elevada a la categoría de ciudad. Poco después, alrededor de 1720, los pioneros encontraron oro en las regiones donde hoy se ubican la ciudad de Cuiabá y la Ciudad de Goiás, hecho que propició la expansión del territorio brasileño más allá de la Línea Tordesilhas.
Cuando se acabó el oro, a fines del XVIII, se inició el ciclo económico de la caña de azúcar, que se extendió por todo el interior de la Capitanía de São Paulo. A través de la ciudad de São Paulo, la producción de azúcar se enviaba al Puerto de Santos. En esa época se construyó la primera carretera moderna entre São Paulo y la costa: la Calçada do Lorena.

### Periodo imperial
Tras la Independencia de Brasil, que tuvo lugar donde hoy se encuentra el Monumento a Ipiranga, São Paulo recibió el título de Ciudad Imperial, conferido por Pedro I de Brasil en 1823. En 1827, se comenzó a impartir cursos de derecho en el Convento de São Francisco (que daría lugar a la futura Faculdade de Direito do Largo de São Francisco), y esto dio un nuevo impulso al crecimiento de la ciudad, con el flujo de estudiantes y profesores, gracias a los cuales, la ciudad pasa a llamarse Ciudad Imperial y Burgo dos Estudantes de São Paulo de Piratininga.
Otro factor en el crecimiento urbano fue la expansión de la producción de café, inicialmente en la región de Vale do Paraíba de São Paulo, y luego en las regiones de Campinas, Río Claro, São Carlos y Ribeirão Preto. A partir de 1869, São Paulo comenzó a beneficiarse de un ferrocarril que conecta el interior de la provincia de São Paulo con el puerto de Santos, la Estrada de Ferro Santos-Jundiaí, llamada A Inglesa.
A fines del XIX, se crearon varios otros ferrocarriles que unían el interior del estado con la capital, São Paulo. Esta se convirtió entonces en el punto de convergencia de todos los ferrocarriles provenientes del interior del estado. La producción y exportación de café permite a la ciudad y provincia de São Paulo, más tarde llamado Estado de São Paulo, un gran crecimiento económico y poblacional.
Desde mediados de este siglo hasta su final, fue el período en el que la provincia comenzó a recibir un gran número de inmigrantes, en su mayoría italianos, de los cuales muchos se instalaron en la capital, y comenzaron a instalarse las primeras industrias.

### República Velha
Con el final del Segundo Reinado y el comienzo de la República, la ciudad de São Paulo, así como el estado de São Paulo, tienen un gran crecimiento económico y demográfico, ayudado también por la política del café com leite y por la gran política europea y inmigración asiática a São Paulo. En cuanto al gran número de inmigrantes en la capital paulista, Cornélio Pires recogió, en su libro "Sambas e Cateretês", una modinha, de 1911, de Dino Cipriano, que describe la impresión que el hombre del interior tenía de la capital. de São Paulo:"Solo una cosa aquí en S. Pole que ya he reparado: ¡lo que solo ves es extranjero, brasileño es muy raro!"
Durante la República Velha, São Paulo pasó de ser un centro regional a una metrópoli nacional, industrializándose y alcanzando su primer millón de habitantes en 1928. Su mayor crecimiento relativo en este período se produjo en la década de 1890, cuando su población se duplicó. El apogeo del período cafetero está representado por la construcción de la segunda Estação da Luz (el edificio actual) a fines del XIX y por la avenida Paulista en 1900, donde se construyeron muchas mansiones. El valle del río Anhangabaú está ajardinado y la región de su margen izquierdo ahora se conoce como Centro Novo. A principios del XX, la sede del gobierno de São Paulo fue trasladada del Pátio do Colégio a Campos Elíseos.
São Paulo fue sede, en 1922, de la Semana de Arte Moderno, que marcó un hito en la historia del arte en Brasil. En 1929, se construyó el primer rascacielos de la ciudad, el Edificio Martinelli. Los cambios realizados en la ciudad por Antônio da Silva Prado, el Barão de Duprat y Washington Luís, que gobernó de 1899 a 1919, contribuyeron al clima de desarrollo de la ciudad; algunos estudiosos consideran que toda la ciudad fue demolida y reconstruida en ese período.
Con el crecimiento industrial de la ciudad en XX, al que también contribuyeron las dificultades para acceder a las importaciones durante la Primera Guerra Mundial, la superficie urbanizada de la ciudad comenzó a aumentar, construyéndose algunos barrios residenciales en fincas. A partir de la década de 1920, con la rectificación del curso del río Pinheiros y la inversión de sus aguas para alimentar la Usina Hidroeléctrica Henry Borden, cesaron las inundaciones en las inmediaciones de ese río, lo que permitió el surgimiento de conocidos fraccionamientos de alto nivel en el oeste de São Paulo, hoy como la "Región de los Jardines".
En 1924 tuvo lugar la Revolución paulista, un conflicto armado que se desarrolló en barrios obreros cercanos al centro de São Paulo y duró 23 días, del 5 al 28 de julio, dejando cientos de muertos y miles de heridos. El enfrentamiento entre las tropas federales del presidente Artur Bernardes y parte del Ejército Brasileño, fue catalogado por el gobierno federal como conspiración, motín y "revuelta contra la Patria, sin fundamento, dirigida por miembros desordenados del Ejército Brasileño".
Entre los motivos que desencadenaron la revuelta estuvieron la crisis económica brasileña, con la caída de las exportaciones después de la Primera Guerra Mundial y la crisis política, con el descontento de algunos grupos políticos con la concentración de poder entre representantes de los estados de São Paulo y Minas Gerais. Estos grupos formaron el movimiento Reação Republicana, que pedía protección para todos los productos brasileños, no solo el café, como era habitual.
El movimiento apoyó a Nilo Peçanha de Río de Janeiro en las elecciones de 1922, ganadas por Arthur Bernardes, natural de Minas Gerais. Algunos militares se opusieron a que asumiera la presidencia, lo que inició los desacuerdos entre parte de las Fuerzas Armadas y el Gobierno Federal, que culminaron en el levantamiento de 1924.
Al final de la década, más precisamente entre los años 1928 y 1933, se elaboraron planos catastrales del municipio en escalas de 1:5 000 y 1:1 000, siendo este el primero ejecutado en Brasil y uno de los primeros en el mundo para el uso de la aerofotogrametría. Fue uno de los pioneros en el mundo, con esto el municipio de São Paulo obtuvo un gran detalle de su territorio a través de la rápida ejecución de aerofotogrametría rápida en comparación con los levantamientos topográficos, método utilizado anteriormente.

### Desde la Revolución de 1932 hasta la época contemporánea
En 1932, São Paulo se movilizó en su mayor movimiento cívico: la revolución constitucionalista, cuando toda la población se comprometió en la guerra contra el "Gobierno Provisional" de Getúlio Vargas. En 1934, con la reunión de algunas facultades creadas en XIX y la creación de otras, se funda la Universidad de São Paulo (USP), hoy la mayor de Brasil.
Otro gran auge industrial se dio durante la Segunda Guerra Mundial, debido a la crisis del café en la década de 1930 y las restricciones al comercio internacional durante la guerra, que hicieron que la ciudad tuviera una tasa de crecimiento económico muy alta que se mantuvo alta en la posguerra.
En 1947, São Paulo ganó su primera carretera pavimentada: vía Anchieta (construida sobre la antigua ruta del Caminho do Padre José de Anchieta), conectando la capital con la costa de São Paulo. En la década de 1950, São Paulo era conocida como la ciudad que no puede parar y como la ciudad de más rápido crecimiento en el mundo.
São Paulo realizó una gran conmemoración, en 1954, del "Cuarto Centenario" de la fundación de la ciudad. Se inaugura el parque Ibirapuera, se publican muchos libros históricos y se descubre el nacimiento del río Tietê en Salesópolis. Con el traslado, a partir de la década de 1950, de parte del centro financiero de la ciudad que se encuentra en el centro histórico (en la región denominada "Triángulo Histórico"), para la avenida Paulista, sus mansiones fueron reemplazadas en su mayoría por grandes edificios.
En el período de la década de 1930 a la de 1960, los grandes emprendedores del desarrollo de São Paulo fueron el alcalde Francisco Prestes Maia y el gobernador del estado de São Paulo Ademar de Barros, quien también fue alcalde de São Paulo entre 1957 y 1961. Prestes Maia diseñó e implementó, en la década de 1930, el "Plan de Avenidas para la Ciudad de São Paulo", que revolucionó el tráfico en São Paulo.

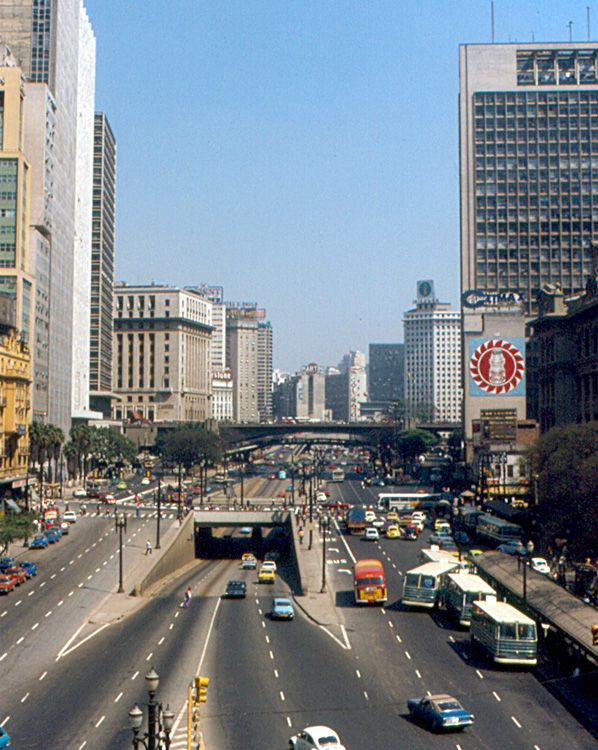
Avenida Prestes Maia en 1974

Estos dos gobernadores también son responsables de las dos grandes intervenciones urbanas, después del Plan de Avenidas, que cambió São Paulo: el enderezamiento del río Tietê con la construcción de sus marginales y el Metro de São Paulo: el 13 de febrero de 1963, el gobernador Ademar de Barros y el alcalde Prestes Maia crearon las comisiones de estudio (estatales y municipales) para la elaboración del proyecto básico del Metro de São Paulo, y destinaron sus primeros fondos.
A principios de la década de 1960, São Paulo ya contaba con cuatro millones de habitantes. Su construcción comenzó en 1968, bajo la administración del alcalde José Vicente de Faria Lima, el metro de São Paulo comenzó a operar comercialmente el 14 de septiembre de 1974 y en 2016 contaba con una red de 71,5 km de longitud y 64 estaciones repartidas en cinco líneas. Ese año, 1100 millones de pasajeros fueron transportados por el sistema.
A finales del siglo XX y principios del siglo XXI, São Paulo se convirtió en el principal centro financiero de América del Sur y en una de las ciudades más pobladas del mundo. Como la ciudad brasileña más influyente en el escenario global, São Paulo está clasificada actualmente como una ciudad global alfa. La metrópoli tiene el 23.º mayor PIB del mundo, representando, por sí sola, el 11% de todo el PIB brasileño y el 34% del PIB estatal en 2018, siendo también responsable por el 28% de toda la producción científica nacional en 2005.

## Economía

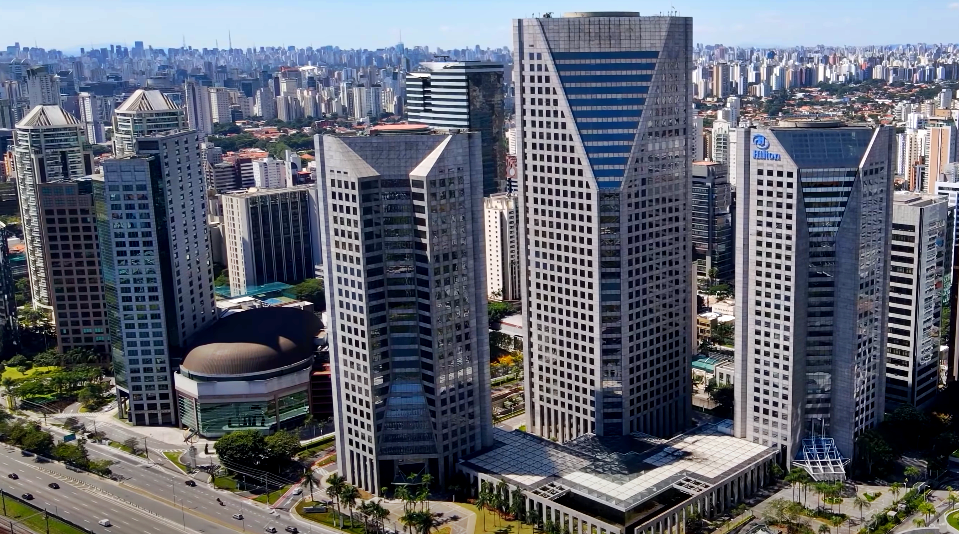
Centro Empresarial Naciones Unidas

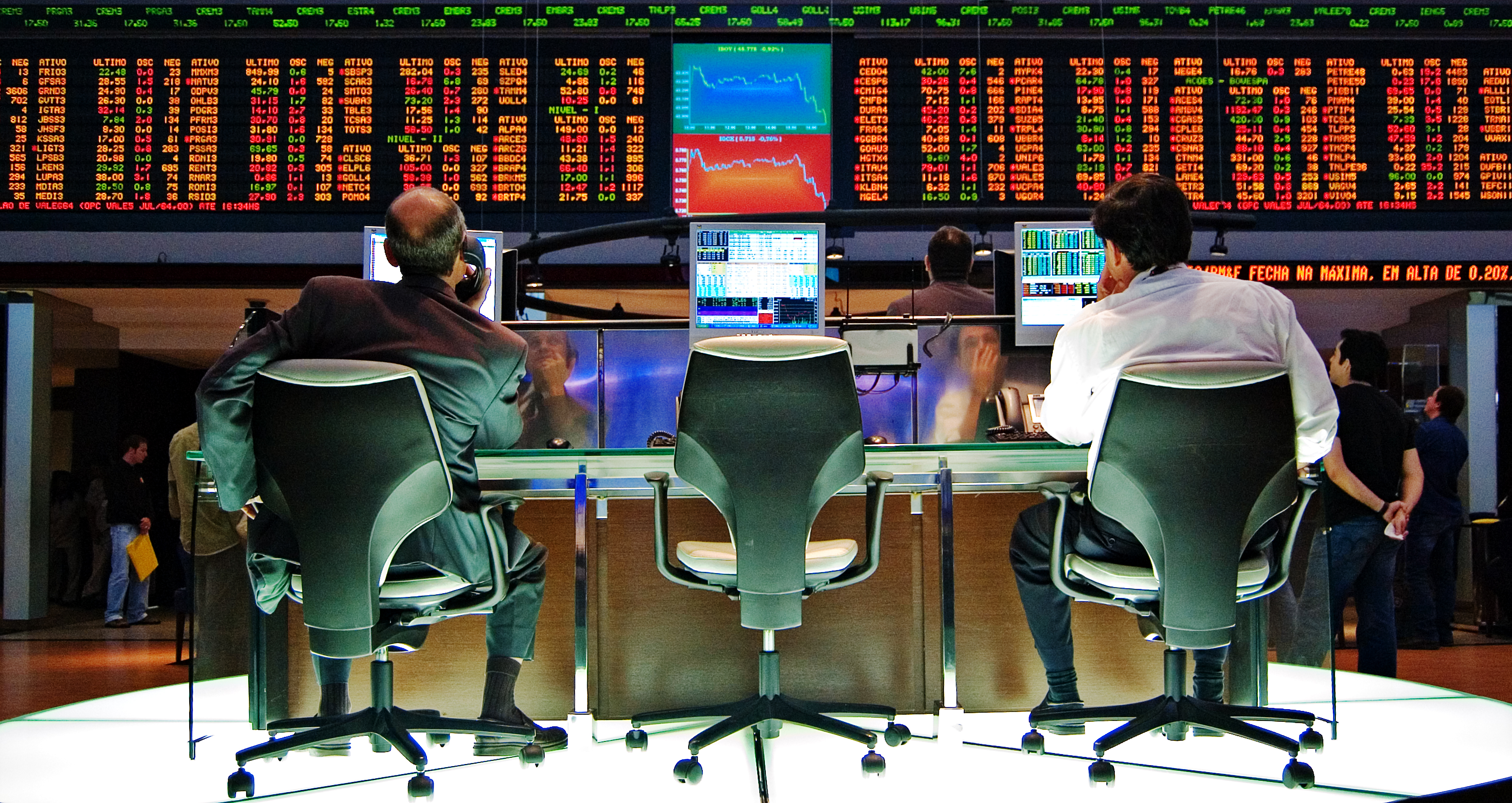
Bolsa de São Paulo, la bolsa de valores más grande en América Latina y la décimo tercera en el mundo.

São Paulo es la ciudad más grande en términos económicos en Sudamérica, es la décima en el mundo en términos de PIB, y se espera que sea la sexta más grande en 2025. Según los datos del IBGE, su producto interno bruto (PIB) en 2017 fue de R$ 699,28 billones (US $ 174 billones), equivalente a aproximadamente el 12,26 % del PIB brasileño y el 36 % de toda la producción de bienes y servicios del Estado de São Paulo. Según PriceWaterhouseCoopers el crecimiento económico anual de la ciudad es de 4,2 %.
El mayor centro financiero de Brasil, la economía de São Paulo está pasando por una profunda transformación. Una vez que fue una ciudad con un fuerte carácter industrial, la economía de São Paulo se ha convertido cada vez más basada en el sector terciario, centrado en servicios y negocios para el país.
La ciudad es también única entre las ciudades brasileñas por su gran número de empresas extranjeras. Muchos analistas señalan a São Paulo como una megaciudad importante, a pesar de que esta clasificación puede ser criticado teniendo en cuenta sus graves problemas de exclusión social y segregación espacial. A pesar de ser el centro financiero más importante del país, São Paulo también presenta un alto grado de informalidad en la economía.
En 2005, la ciudad de São Paulo ha recogido R $ 90 mil millones en impuestos, y el presupuesto de la ciudad fue de R $ 15 mil millones. La ciudad cuenta con 1500 sucursales bancarias. Hay 70 centros comerciales. El 63% de todas las empresas internacionales con negocios en Brasil tienen su sede en esta ciudad. La Bolsa de São Paulo (BM & F Bovespa) es el mercado de acciones oficial de Brasil y el intercambio de bonos. La BM & F Bovespa es la mayor bolsa de valores en América Latina, donde cerca de R $ 6 mil millones (EE. UU. $ 3,5 mil millones) se negocian cada día. La renta per cápita para la ciudad fue de R $ 32 493 en 2008.
São Paulo se posicionó en segundo lugar, después de Nueva York, en la clasificación bianual de "Ciudades de las Américas del Futuro 2013/14" de la revista FDi, y fue seleccionado como Ciudad de América Latina del Futuro, desplazando a Santiago de Chile, ciudad que encabezó la lista en la clasificación anterior.
Según las clasificaciones de Mercer de las ciudades con los mayores de costo de vida para empleados expatriados de 2011, São Paulo se encuentra entre las diez ciudades más caras del mundo, situándose en el puesto 10.º, subiendo desde la posición 21.º en 2010, y actualmente se ubica por delante de Londres, París, Milán y Nueva York.

### Turismo

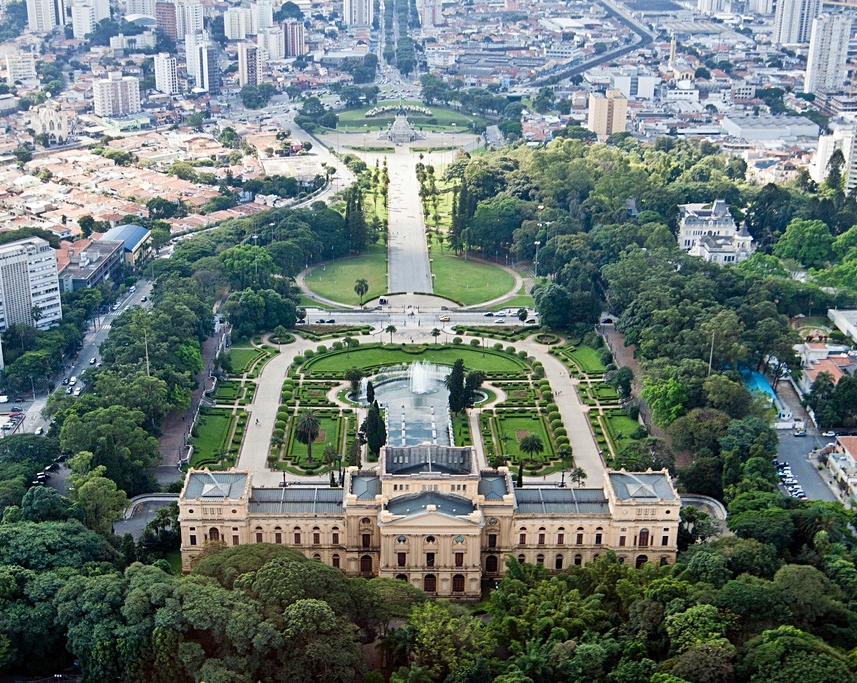
Museo Paulista.

São Paulo destaca más como una ciudad marcada por el turismo de negocios que por el turismo recreativo. Hay dos grandes tipos de cadenas hoteleras actualmente: los hoteles tradicionales, que pueden muchas veces ofrecer hospedaje de alto lujo, cuyo público final son las personas que tengan más dinero, los trabajadores corporativos y las personas del área de negocios; y una nueva tendencia del siglo XXI: el hostal, un tipo de hospedaje de calidad, pero más barato y económico que el tradicional, lo cual actualmente es muy común en las grandes ciudades de todo el mundo. Las regiones de la ciudad de São Paulo que están bien servidas por hostales son:
- Región Sur: Desde el área del Aeropuerto Nacional de Congonhas hasta la región llamada "Alto do Ipiranga";
- Región Central: Formada por las áreas "Luz" y la famosa "Sé" (la "Sede" o catedral católica), que comenzaron con la construcción de la primera edificación de los cristianos católicos y que fue el denominado Páteo do Colégio (Área de Escuela y Catequización), aunque realmente tiene este nombre por ser la sede del arzobispado metropolitano en la Catedral de la Iglesia católica, la cual es muy cercana del histórico "Páteo" (que en portugués antiguo significa "Patio");
- Zona Este 1 de Con hostales en las áreas de Belém y Tatuapé;
- Región Norte: Desde la región llamada "Parada Inglesa" hasta la región que se llama "Anhembi". Es un área bastante estratégica para uso de los viajeros por ser cercana del Aeropuerto Internacional de "Cumbica" (una región de la gran ciudad vecina de "Guarulhos"), por disponer del Terminal de Autobuses "Tietê" (lo cual tiene recibido mucha inmigración latinoamericana, incluso de Bolivia) y por tener el centro de convenciones llamado parque Anhembi, donde se realizan muchas ferias y eventos de gran repercusión en todo el Brasil;
- Región Oeste: Desde la región llamada "República" hasta la muy famosa "Vila Madalena", uno de los grandes centros de vida nocturna de la ciudad de San Pablo.

El turismo hace circular en la ciudad cerca de R$ 8.300 millones por año en viajes, hospedaje y transporte terrestre y aéreo.
Según International Congress & Convention Association (ICCA), São Paulo ocupa el primer puesto entre las ciudades que más reciben eventos internacionales en América y el 12.º puesto a nivel mundial, después de 1.º Viena, 2.º París, 3.º Barcelona, 4.º Singapur, 5.º Berlín, 6.º Budapest, 7.º Ámsterdam, 8.º Estocolmo, 9.º Seúl, 10.º Lisboa y 11.º Copenhague.
El turismo cultural y de ocio también tiene relevancia en la ciudad, especialmente si se tienen en cuenta los muchos eventos internacionales destacados (como la Bienal de Artes de São Paulo y los varios shows que hacen sus presentaciones en esta capital). São Paulo es la única ciudad de Brasil a recibir una vez al año el evento musical "Lollapalooza Brazil", por tener toda la estructura que el organizador exigió para hacerlo en el país.[cita requerida]
La ciudad cuenta con una vida nocturna considerada de las mejores del mundo: 280 salas de cine, 120 teatros, 71 museos y 39 centros culturales, algunos atendiendo al segmento de mayor poder adquisitivo, otros contemplando más al público popular.[cita requerida] La avenida Augusta concentra la mayor cantidad de discotecas y bares para los turistas, se puede encontrar acceso gratis con solo mostrar el pasaporte de extranjero.[cita requerida]
La diversidad de pueblos y culturas que han ido incorporándose al pulso de la ciudad, dieron origen a una rica y muy distinta gastronomía, que por sí sola es un gran atractivo turístico, con más de 50 tipos de culinaria.[cita requerida]
Sede de la Bienal de San Pablo desde 1951, la ciudad también es famosa a nivel internacional por el São Paulo Fashion Week, y el circuito de Interlagos, donde se realiza una de las carreras anuales de Fórmula 1. La ciudad es sede de la Carrera Internacional de San Silvestre, famosa carrera de 15 kilómetros efectuada anualmente, la tarde del 31 de diciembre. También es conocida mundialmente por tener el mayor desfile gay del mundo, con cerca de tres millones de participantes en su última edición.
También se realiza en forma bienal el Salón del Automóvil en San Pablo, en la edición de 2008, asistieron alrededor de 600.000 espectadores y una amplia variedad de expositores y vehículos. Dicho salón, que se realiza en el parque Anhembi, es el mayor y más importante en América Latina, y el sexto a nivel mundial, según su número de frecuentadores y expositores.

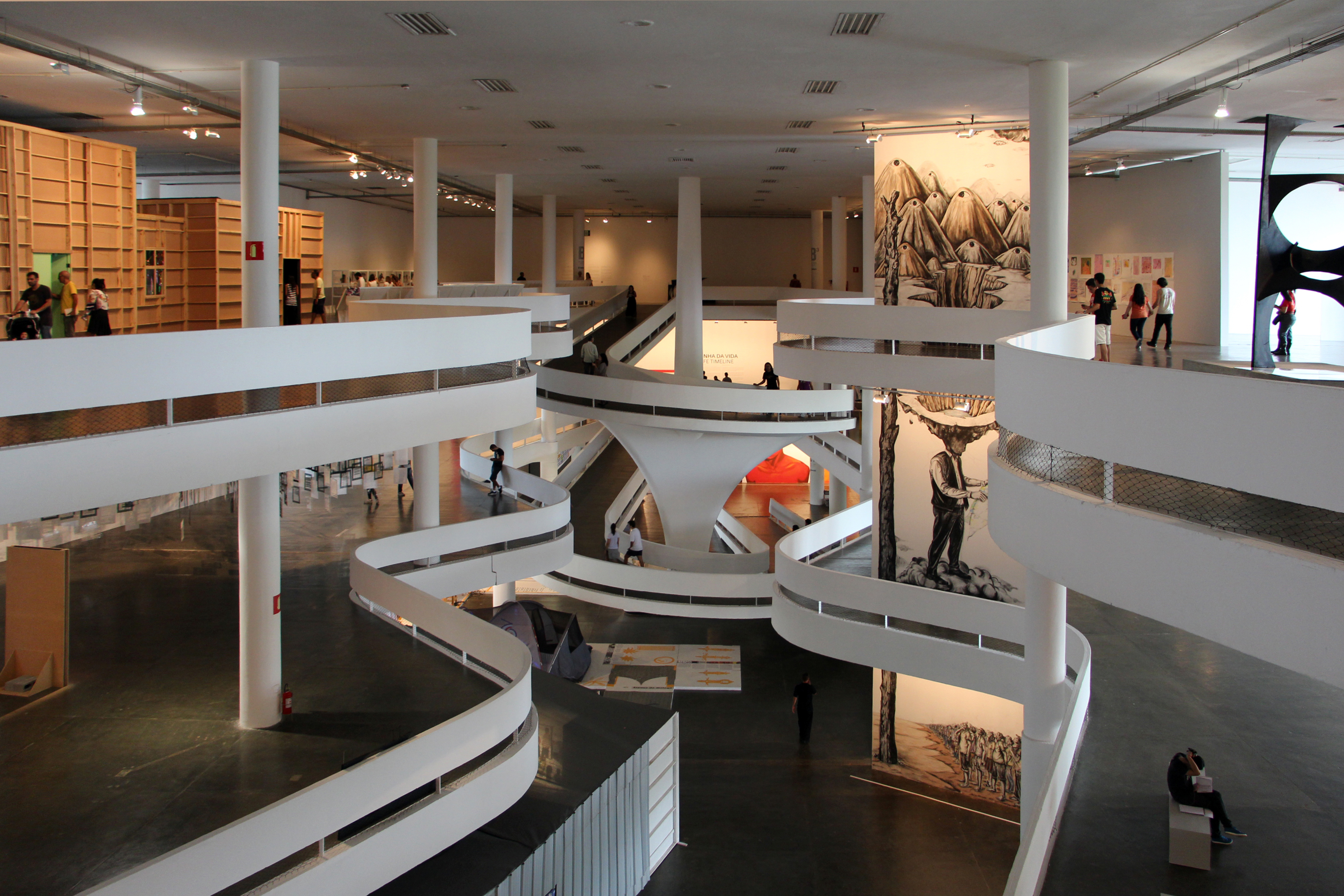
Edificio Pabellón Bienal de San Pablo, de Oscar Niemeyer.

Hoy en día la ciudad de São Paulo es la 8.ª capital de la moda mundial y la primera en América Latina.
La ciudad cuenta actualmente con algunas instituciones oficiales y privadas para fomentar y promover el turismo, y ellas son:
- Secretaría municipal de Turismo (secretaría del gobierno municipal).
- San Pablo Turismo (empresa del gobierno municipal).
- São Paulo Convention & Visitors Bureau - SPCVB (fundación privada, sin fines lucrativos).
- El Centro Comercial Leste Aricanduva, es el centro comercial más grande de Latinoamérica y uno de los más grandes a nivel mundial, ubicado en el ranking dentro de los primeros 20[73]

## Urbanización

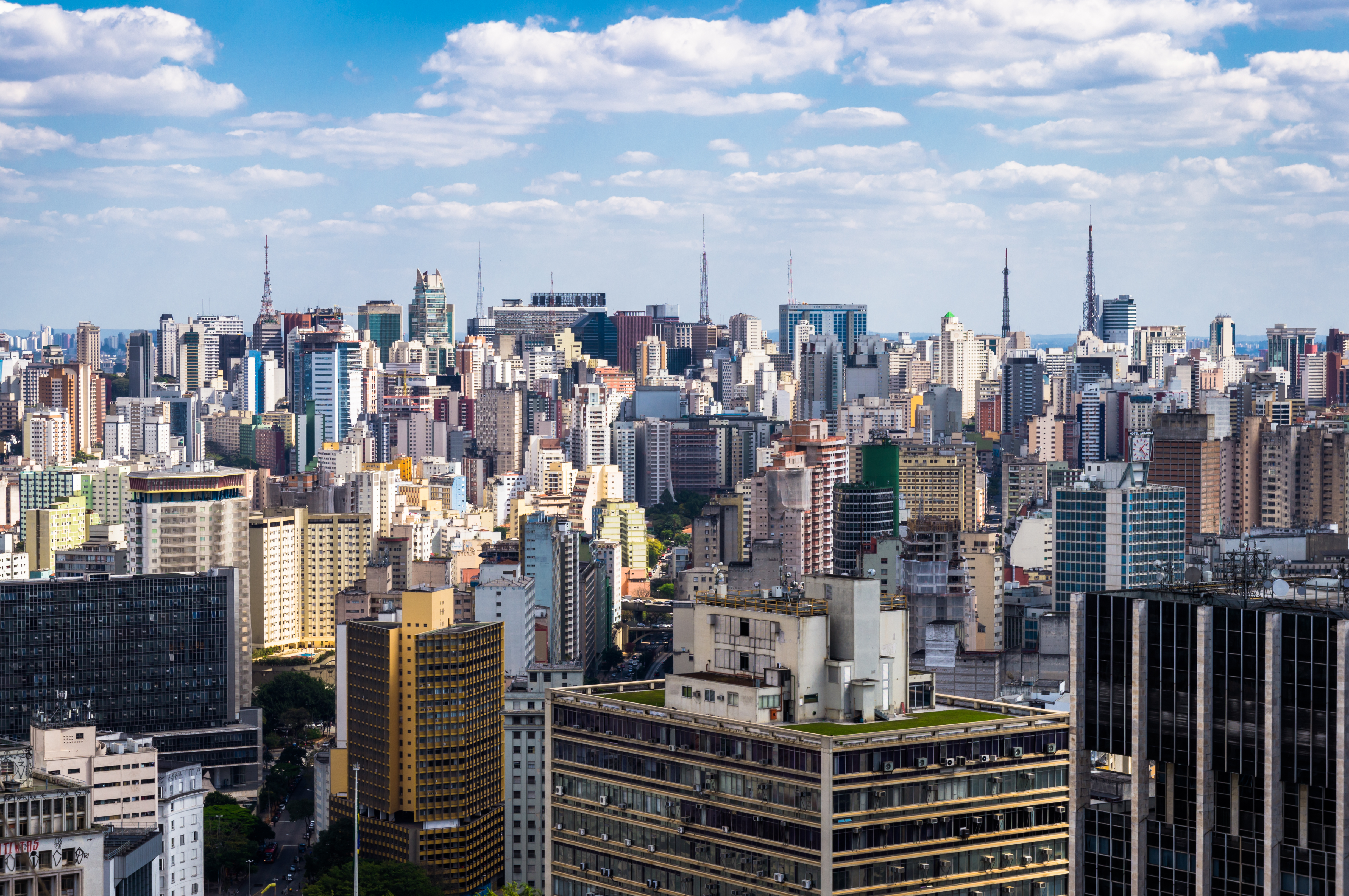
São Paulo vista desde el Edificio Altino Arantes.

Aquellos que tienen más de 35 metros de altura o más de 12 plantas cuando se desconoce la altura—, y según la base de datos del sitio Emporis, la ciudad de San Pablo cuenta con 5.667 construcciones de este tipo a enero de 2011, ocupando el tercer puesto en el mundo, después de Hong Kong y Nueva York, que tienen 7.651 y 5.765 respectivamente. Además, dicha ciudad posee un panorama urbano sobresaliente a nivel mundial y uno de los más destacados de Latinoamérica.
Destacan el Edificio Italia, uno de los mayores hitos de la ciudad, conocido por tener un restaurante de gastronomía italiana con vista panorámica de la ciudad en su piso 42, a 168 metros de altura. Otros edificios históricos emblemáticos son: el Edificio Altino Arantes, construido en 1947, con 161 metros de altura y 37 plantas (está inspirado en el Empire State Building de Nueva York) que tiene también una gran bandera del Estado de San Pablo en el mástil que queda en la cima de su estructura.
El edificio Mirante do Vale es desde su construcción en 1960, el edificio más alto de la ciudad y de Brasil, con 172 metros y 51 plantas, si bien no tiene una gran presencia en el paisaje al haber sido construido en el valle del Anhangabaú.
Los grandes edificios de la ciudad empezaron a ser construidos en la década de 1920, el primero fue el Edificio Sampaio Moreira considerado el abuelo de los rascacielos de São Paulo, y después con la refinada construcción del Edificio Martinelli (el principal símbolo del lujo de la Belle Époque Paulistana) realizada por Giuseppe Martinelli, inmigrante italiano.
Otra gran construcción de la ciudad es el edificio Copan, diseñado por Oscar Niemeyer en forma de ola, es el mayor edificio residencial de Latinoamérica. Está también el Shopping Cidade Jardim que tiene un centro de compras (centro comercial mall) en los primeros pisos, y en la parte superior hay una serie de torres residenciales y de oficinas con 168 metros de altura, considerado el más lujoso de la ciudad, y en el que sus departamentos cotizan en no menos de un millón de dólares.
Se propuso en 1998 la construcción del Maharish São Paulo Tower que debería tener más de 500 metros de altura y 108 pisos; la propuesta no fue aprobada por las autoridades municipales.
Actualmente, debido a las leyes que rigen el desarrollo de la ciudad, existen restricciones que dificultan la construcción de grandes rascacielos. La posición de las autoridades municipales se fundamenta en las críticas hechas por buena parte de los arquitectos, que consideran que este tipo de construcción aumenta la demanda de servicios a la vez que fomenta la concentración de personas, lo que genera congestión en el tránsito, corrientes de viento y hace difícil la penetración de la luz solar en las calles.
Debido a su variedad arquitectónica y la diversidad étnica, muchos productores nacionales e internacionales de películas y de televisión hacen las escenas en locales de la ciudad como si se tratara de otros lugares del mundo.

## Geografía y clima

### Municipios limítrofes y región metropolitana
El intenso proceso de expansión urbanística en el Gran San Pablo deja sin efecto las fronteras políticas entre los municipios de la región, creando una metrópolis cuyo centro está en São Paulo y abarca municipios aledaños, como por ejemplo: San Andrés, San Bernardo del Campo, San Cayetano del Sur, Diadema (la llamada Región del Gran ABC), Osasco y Guarullos, entre otros más. Algunos estudiosos alegan que de no ser creada una política integrada y coherente de desarrollo urbano, el destino de estas ciudades satélites será el descenso de calidad de vida de sus habitantes.
El municipio de São Paulo limita con los siguientes municipios: Caieiras y Mairiporá al norte, Guarullos al nordeste, Itacuaquecetuba, Poá y Ferraz de Vasconcelos al este, Mauá, San Andrés, San Cayetano del Sur, San Bernardo del Campo, Diadema y nuevamente San Bernardo al sudeste, San Vicente, Mongaguá e Itañaén al sur, Juquitiba, Embú-Guazú, Itapecerica de la Sierra, Embú, Taboão de la Sierra, Cotía y Osasco al oeste, y Santana de Parnaíba y Cajamar al noroeste. La Región Metropolitana de San Pablo está constituida por 39 municipios.

### Medio ambiente
San Pablo tiene alrededor de 90 parques, por lo que aproximadamente una sexta parte del territorio de la ciudad se encuentra en las áreas de preservación ambiental.
Si bien São Paulo es más conocida por tener regiones altamente urbanizadas, la ciudad posee también buena cantidad de parques y zonas verdes. El parque Ibirapuera es el más famoso y uno de los más grandes de la ciudad; muy famosos e importantes son también el parque estadual da Cantareira que es de los bosques urbanos más grandes del mundo, en él se puede incluso hacer turismo ecológico, y el parque estadual do Jaraguá que es una parte del llamado cinturón verde de San Pablo, declarado Reserva de la biosfera por la UNESCO en 1994 (junto al parque estadual da Cantareira), donde está el pico do Jaraguá (la montaña más alta de la ciudad con 1135 metros), hay también una aldea indígena, lagos, vida salvaje.
Al sur de la ciudad queda aún el gigantesco "Parque Estadual da Serra do Mar" (la mayor porción de floresta atlántica preservada de Brasil). Otros parques y zonas verdes destacados en la ciudad son: Jardín Botánico de San Pablo; parque del Estado; parque de la Luz; Parque do Carmo; Parque da Aclimação; parque deportivo de los Trabajadores; parque del Pueblo; parque Burle Marx; parque Vila Lobos; parque de la Juventud; parque de la Independencia; parque zoológico de San Pablo; parque ecológico del Tieté; Huerto Forestal.

### Clima
El clima de São Paulo es considerado subtropical húmedo (Cfa/Cwa), con una temperatura media anual de 20,2 grados Celsius, con inviernos templados y veranos con temperaturas moderadamente altas, aumentadas por el efecto de la altísima concentración de edificios. El mes más caliente (febrero) tiene una temperatura media de 22,5 °C, y el mes más frío (julio) de 16,3 °C.
Por estar cerca del mar, los vientos venidos de la costa son una constante en el clima local, siendo responsables de evitar días de calor intenso en el verano o de frío en el invierno; además los vientos oceánicos dejan el aire más húmedo. La humedad tiene índices relativamente aceptables durante todo el año; sin embargo, el aire es llevado a niveles críticos en el invierno por causa del fenómeno de la inversión térmica y por la menor precipitación de lluvias de mayo a septiembre, periodo frío y seco.
La precipitación anual media es de 1.658 mm, concentrados principalmente en el verano. La única nevada se registró el 25 de junio de 1918, pero los climatologistas no han llegado a un consenso acerca de esta ocurrencia.
Las estaciones del año en São Paulo son bastante ambiguas. El invierno es templado y el verano es moderadamente caliente y lluvioso. Otoño y primavera son estaciones de transición.
La capital paulista presenta también uno de los menores índices de insolación en Brasil, con media de siete horas diarias en enero, y seis en julio.
| Parámetros climáticos promedio de São Paulo (Mirante de Santana), elevación 785m, (normales 1991–2020, extremos 1943–presente) | Parámetros climáticos promedio de São Paulo (Mirante de Santana), elevación 785m, (normales 1991–2020, extremos 1943–presente) | Parámetros climáticos promedio de São Paulo (Mirante de Santana), elevación 785m, (normales 1991–2020, extremos 1943–presente) | Parámetros climáticos promedio de São Paulo (Mirante de Santana), elevación 785m, (normales 1991–2020, extremos 1943–presente) | Parámetros climáticos promedio de São Paulo (Mirante de Santana), elevación 785m, (normales 1991–2020, extremos 1943–presente) | Parámetros climáticos promedio de São Paulo (Mirante de Santana), elevación 785m, (normales 1991–2020, extremos 1943–presente) | Parámetros climáticos promedio de São Paulo (Mirante de Santana), elevación 785m, (normales 1991–2020, extremos 1943–presente) | Parámetros climáticos promedio de São Paulo (Mirante de Santana), elevación 785m, (normales 1991–2020, extremos 1943–presente) | Parámetros climáticos promedio de São Paulo (Mirante de Santana), elevación 785m, (normales 1991–2020, extremos 1943–presente) | Parámetros climáticos promedio de São Paulo (Mirante de Santana), elevación 785m, (normales 1991–2020, extremos 1943–presente) | Parámetros climáticos promedio de São Paulo (Mirante de Santana), elevación 785m, (normales 1991–2020, extremos 1943–presente) | Parámetros climáticos promedio de São Paulo (Mirante de Santana), elevación 785m, (normales 1991–2020, extremos 1943–presente) | Parámetros climáticos promedio de São Paulo (Mirante de Santana), elevación 785m, (normales 1991–2020, extremos 1943–presente) | Parámetros climáticos promedio de São Paulo (Mirante de Santana), elevación 785m, (normales 1991–2020, extremos 1943–presente) |
| Mes | Ene. | Feb. | Mar. | Abr. | May. | Jun. | Jul. | Ago. | Sep. | Oct. | Nov. | Dic. | Anual |
| --- | --- | --- | --- | --- | --- | --- | --- | --- | --- | --- | --- | --- | --- |
| Temp. máx. abs. (°C) | 37.0 | 36.4 | 34.8 | 33.4 | 32.8 | 28.8 | 30.2 | 33.0 | 37.1 | 37.8 | 37.7 | 34.8 | 37.8 |
| Temp. máx. media (°C) | 28.6 | 29.0 | 28.0 | 26.6 | 23.4 | 22.9 | 22.9 | 24.5 | 25.2 | 26.5 | 26.9 | 28.3 | 26.1 |
| Temp. media (°C) | 23.1 | 22.5 | 22.5 | 21.2 | 18.4 | 17.0 | 16.3 | 18.1 | 19.1 | 20.5 | 21.2 | 22.3 | 20.2 |
| Temp. mín. media (°C) | 19.4 | 19.6 | 18.9 | 17.5 | 14.7 | 13.5 | 12.8 | 13.3 | 14.9 | 16.5 | 17.3 | 18.7 | 16.4 |
| Temp. mín. abs. (°C) | 10.2 | 11.1 | 11.0 | 6.0 | 3.7 | 1.0 | 0.4 | -2.1 | 2.2 | 4.3 | 7.0 | 9.4 | -2.1 |
| Precipitación total (mm) | 292.1 | 257.7 | 229.1 | 87.0 | 66.3 | 59.7 | 48.4 | 32.3 | 83.3 | 127.2 | 143.9 | 231.3 | 1658.3 |
| Días de precipitaciones (≥ 1.0 mm)                                                                                             | 17 | 14 | 13 | 6 | 6 | 5 | 4 | 4 | 7 | 10 | 11 | 13 | 110 |
| Horas de sol | 139.1 | 153.5 | 161.6 | 169.3 | 167.6 | 160.0 | 169.0 | 173.1 | 144.5 | 157.9 | 152.8 | 145.1 | 1893.5 |
| Humedad relativa (%) | 76.9 | 75.0 | 76.6 | 74.6 | 75.0 | 73.5 | 70.8 | 68.2 | 71.3 | 73.7 | 73.7 | 73.9 | 73.6 |
| Fuente: Instituto Nacional de Meteorologia (horas de sol 1981–2010; Punto de Rocío)                                            | | | | | | | | | | | | | |

## Demografía

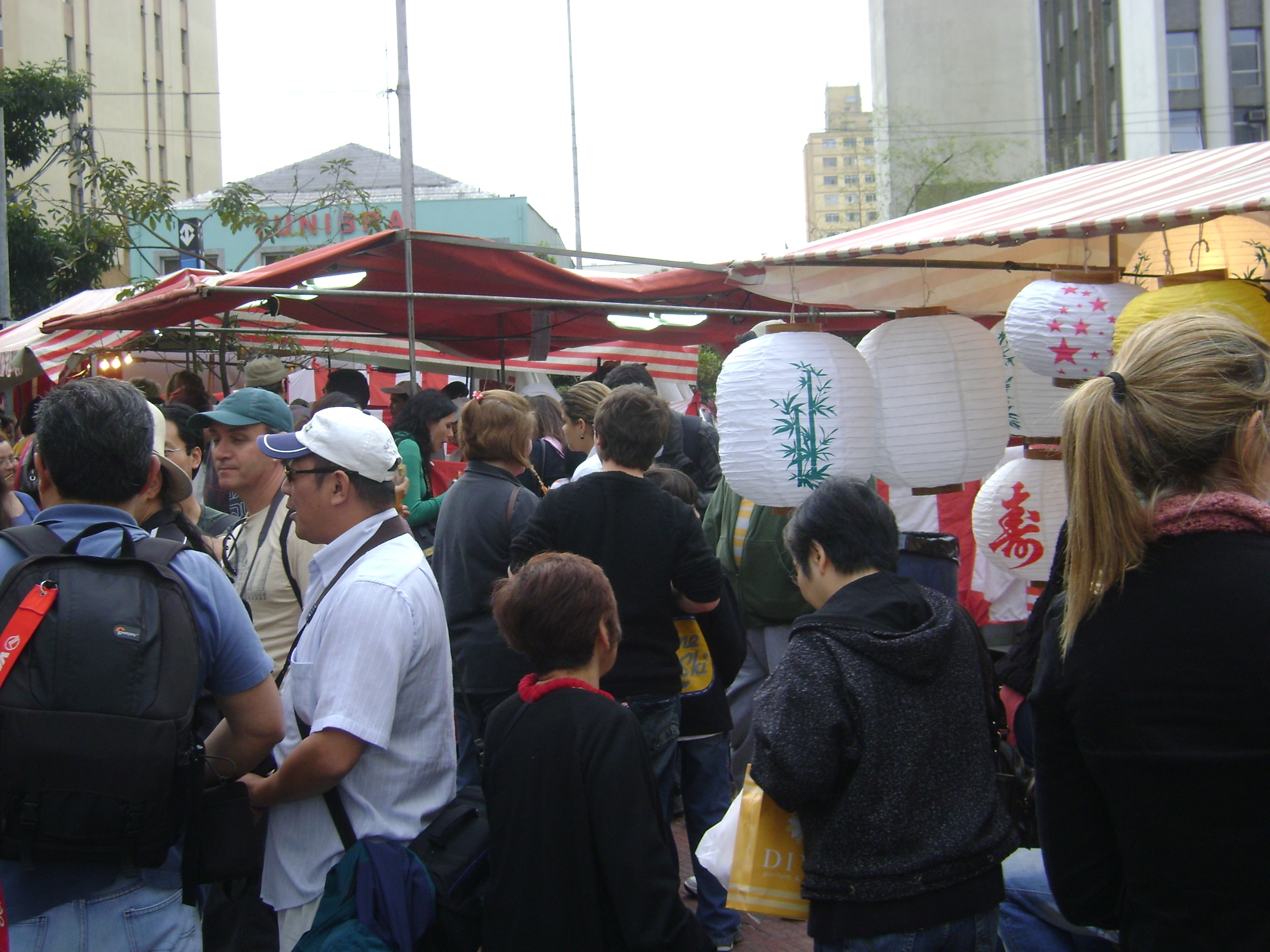
Paulistas en un mercado callejero en el barrio de Liberdade.

São Paulo fue la capital brasileña que más creció durante el siglo XX. Tenía un millón de habitantes en 1930 y se configuró como el municipio más populoso de Brasil desde 1960, cuando sobrepasó a Río de Janeiro. En 2010, fueron censados en el municipio 11 253 503 habitantes. De acuerdo con el censo, 52,65% eran del sexo femenino, 47,35% del masculino; 99,1% vivían en la zona urbana y 0,9% en la rural. El distrito más populoso de São Paulo fue Grajaú, con 360 787 habitantes. Para 2020, se estiman 12 325 232 habitantes.
São Paulo es una ciudad multicultural y una de las más diversas del mundo. Desde 1870, aproximadamente 2,3 millones de inmigrantes llegaron al estado desde todas las partes del mundo. Actualmente es la ciudad con las mayores poblaciones de origen italiano, además de los numerosos descendientes de portugueses, japoneses, españoles, árabes, judíos y armenios. En 2020, según datos de la Polícia Federal, en la ciudad de São Paulo vivían 293 mil migrantes internacionales, la mayoría de los cuales son bolivianos, chinos y haitianos, pero además con un número importante de paraguayos y otros sudamericanos y de angoleños y otros africanos. Los africanos representan un nuevo flujo de inmigrantes en la ciudad. También viven muchos migrantes internos y sus descendientes. Entre 1941 e 1949, se establecieron en el estado 399 937 trabajadores de otras partes del país, la mayoría del Nordeste y Minas Gerais; durante la década de 1960 en la Región Metropolitana se registró un aumento de población del 56,6%, cuando 128 mil personas llegaban anualmente a residir en São Paulo. Actualmente en São Paulo vive el más grande contingente de nordestinos fuera del Nordeste. En el censo de 2010, del total de habitantes, 60,63% se identificaron como blancos, 30,63% pardos, 6,37% negros, 2,22% amarillos y 0,12% indígenas. Existen dentro del municipio las tierras indígenas de Tenondé Porã y Jaraguá y las aldeas de Barragem y Krukutú, de comunidades guaraníes oficialmente reconocidas.

## Subdivisiones

Subdivisiones de la Ciudad de San Pablo.

El municipio de San Pablo está dividido, oficialmente, en treinta y una subalcaldías o subprefeituras, cada una de ellas divididas a su vez en distritos.
Las subalcaldías están oficialmente agrupadas en nueve regiones o «zonas», teniendo en cuenta la posición geográfica e histórica de ocupación. Por otra parte, hay ciertos órganos e instituciones (compañías telefónicas, zonas electorales, etc.) que adoptan una división diferente a la oficial.
La división política oficial de la ciudad tiene en cuenta tanto características histórico-culturales de los diferentes barrios de San Pablo como factores de orden práctico (como la división de dos subalcaldías por una importante avenida). Sin embargo, muchas veces tal división no refleja la percepción socio espacial que la población local tiene de cada lugar: barrios considerados tradicionales en la ciudad, como Bixiga, por ejemplo, no son considerados «oficiales», de forma que su delimitación sea informal y abarque diferentes distritos y subalcaldías.
El fenómeno de los barrios no oficiales se repite en la ciudad completa y visto desde una perspectiva más general, conlleva a una posible no identificación de los habitantes con las instancias políticas locales.

## Gobierno

### Política municipal

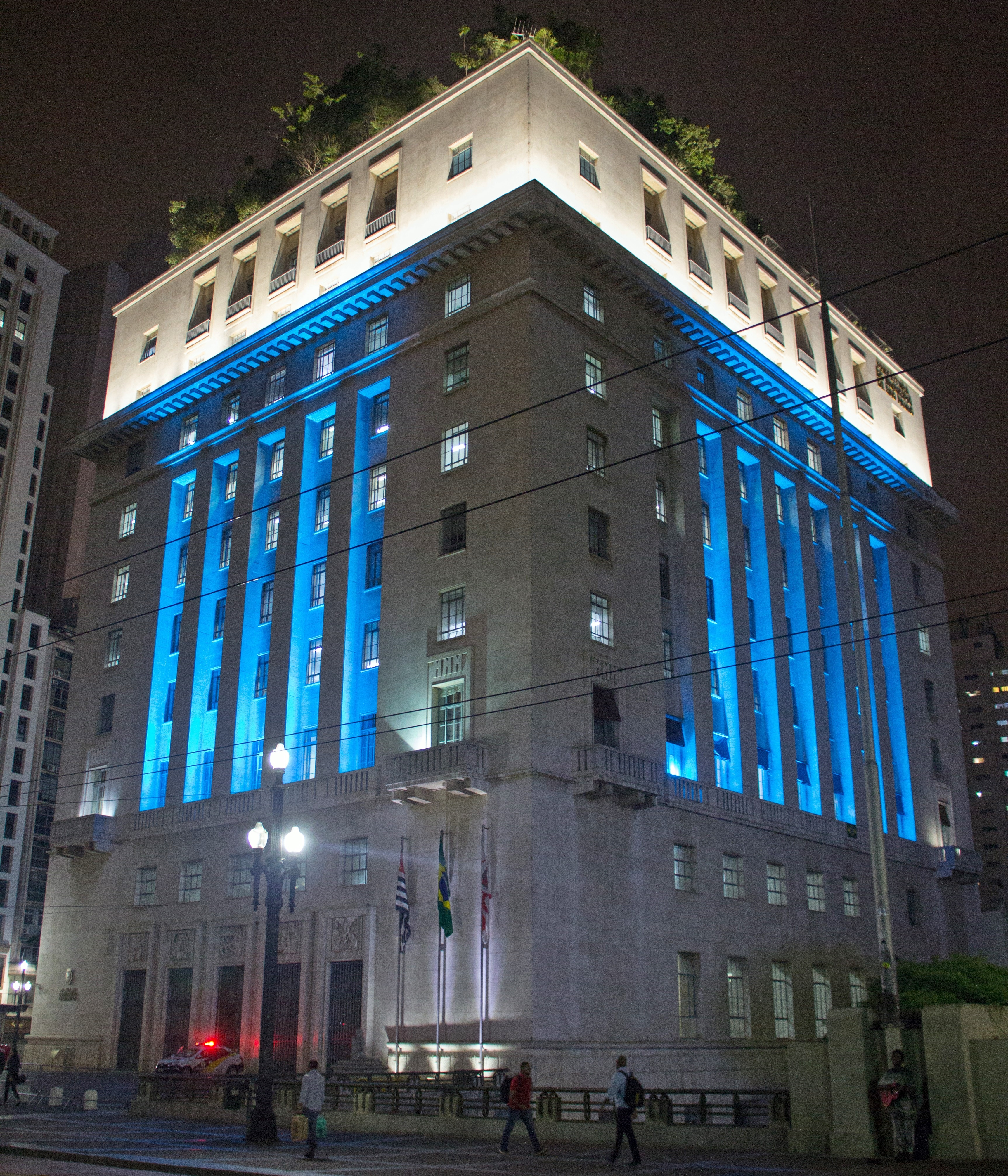
Edificio Matarazzo, sede de la Alcaldía de San Pablo.

El Poder Ejecutivo del municipio de San Pablo está representado por el Alcalde (en portugués: prefeito) y su gabinete de secretarios, siguiendo el modelo propuesto por la Constitución Federal. La Ley Orgánica del Municipio de San Pablo y el actual Plan Director de Desarrollo Estratégico del Municipio; no obstante, determinan que la administración pública deba garantizar a la población herramientas efectivas de manifestación de la democracia participativa, motivo por el que la ciudad esté dividida en subprefecturas, cada una de ellas liderada por un subprefecto.
El Poder Legislativo es representado por la Cámara Municipal, compuesta por 55 concejales (en portugués: vereadores) elegidos para periodos de cuatro años. Es competencia de la Cámara elaborar y votar leyes fundamentales para la administración y el Ejecutivo, especialmente el presupuesto municipal (conocido como Ley de Directrices Presupuestarias). Debido al poder de veto del Alcalde, en períodos de conflicto entre el Ejecutivo y el Legislativo, el proceso de votación de este tipo de ley usualmente genera bastante polémica.
Como complemento al proceso legislativo y al trabajo de las secretarías, existen además una serie de consejos municipales, cada uno de ellos identificado por temas diferentes, compuestos obligatoriamente por representantes de varios sectores de la sociedad civil organizada. La actuación y representatividad efectivas de tales consejos no obstante, es a veces cuestionada. Los siguientes consejos municipales están actualmente en actividad: Consejo Municipal de la Infancia y la Adolescencia (CMDA - Conselho Municipal da Criança e do Adolescente); de Informática (CMI); de los Deficientes Físicos (CMDP); de la Educación (CME); de Habitación (CMH); de Medio Ambiente (CADES); de Salud (CMS); de Turismo (COMTUR); de los Derechos Humanos (CMDH); de Cultura (CMC); de Asistencia Social (COMAS) y de las Drogas y el Alcohol (COMUDA).
Pertenecen además a la Alcaldía (o ella es socia mayoritaria en sus capitales sociales) una serie de empresas responsables por aspectos diversos de los servicios públicos y de la economía de San Pablo. Son ellas:
- São Paulo Turismo S/A. Empresa responsable por la organización de grandes y por la promoción turística de la ciudad. Archivado el 26 de junio de 2006 en Wayback Machine.
- Companhia de Engenharia de Tráfego - CET. Subordinada a la Secretaría Municipal de Transportes, es responsable por la fiscalización del tránsito, aplicación de multas (en cooperación con el DETRAN o Departamento de Tránsito) y el mantenimiento del sistema viario de la ciudad.
- Companhia Metropolitana de Habitação de São Paulo - Subordinada a la Secretaría de Habitación, es responsable por la implantación de políticas públicas de habitación, especialmente la construcción de conjuntos habitacionales.
- Empresa Municipal de Urbanização de São Paulo - EMURB. Subordinada a la Secretaría de Planeamiento, es responsable por obras urbanísticas y por el mantenimiento de los espacios públicos urbanos.
- Companhia de Processamento de Dados de São Paulo - PRODAM. Responsable por la infraestructura electrónica e informática de la Alcaldía.
- São Paulo Transportes Sociedade Anônima - SPTrans. Responsable por el funcionamiento de los sistemas de transporte público dirigidos por la Alcaldía, como las líneas de autobuses municipales.

### Política Estadual

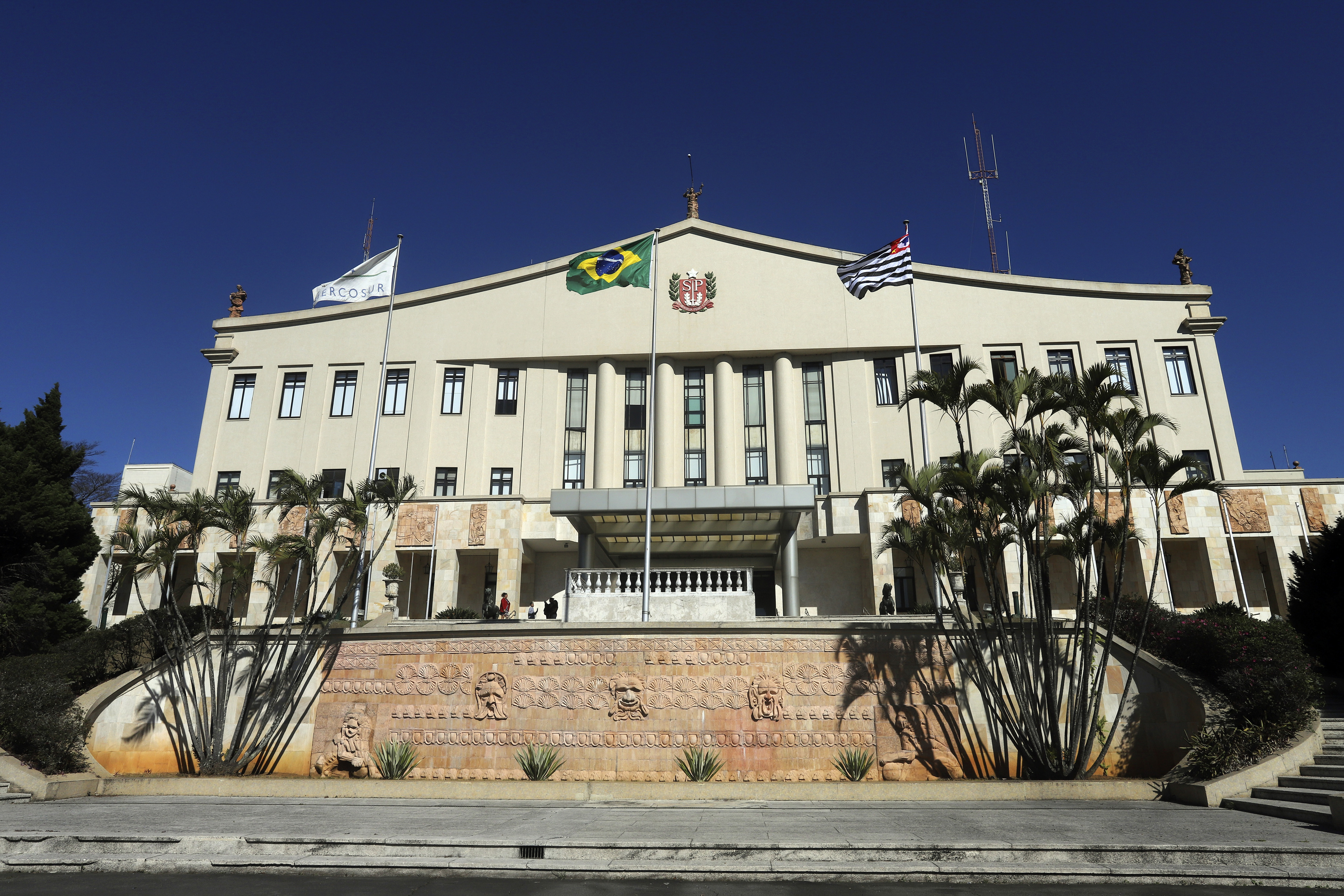
Palácio dos Bandeirantes, sede del gobierno del estado y residencia oficial del gobernador

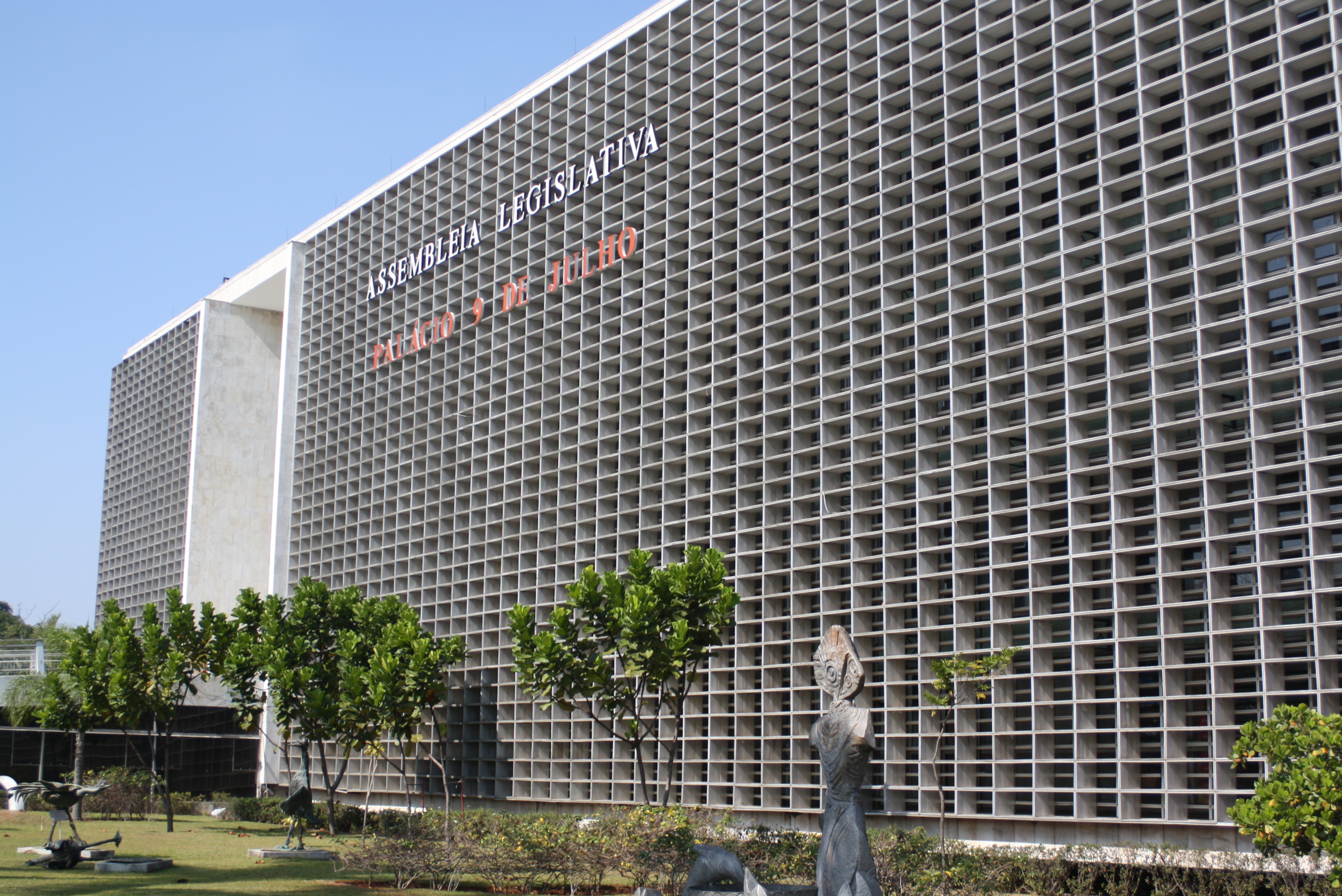
Palácio 9 de Julho, que alberga la Asamblea Legislativa de São Paulo, sede del poder legislativo

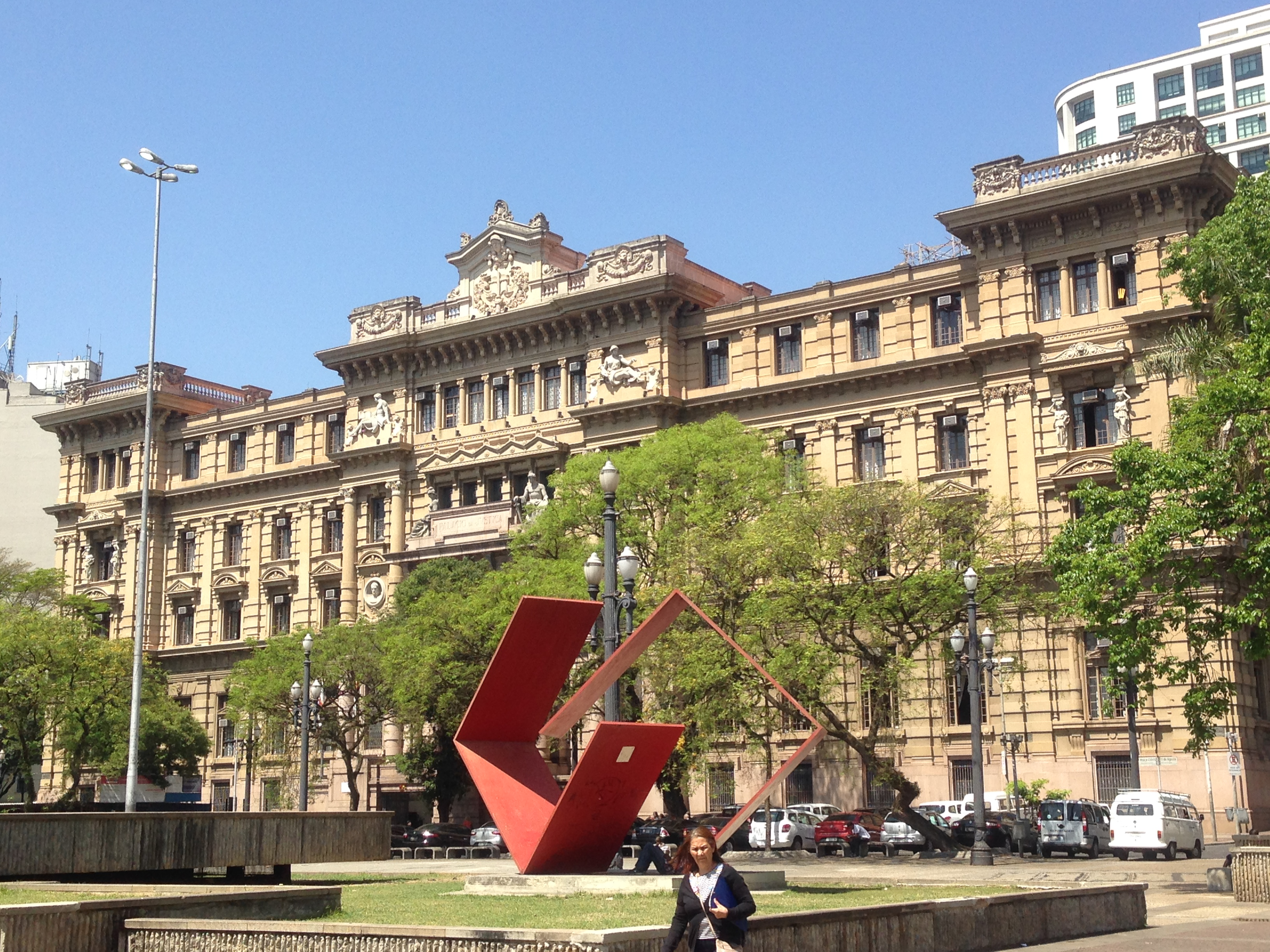
Palácio da Justiça de São Paulo, que alberga al tribunal de justicia, sede del poder judicial

Al ser la capital del estado de São Paulo, la ciudad es sede de los tres poderes paulistas.
El poder ejecutivo paulista es ejercido por el gobernador, que es elegido en sufragio universal mediante el voto directo de la ciudadanía para un periodo de cuatro años pudiendo ser reelegido para un periodo adicional. Su sede es el Palácio dos Bandeirantes, que alberga al gobierno paulista desde el 19 de abril de 1964.
El poder legislativo es unicameral, constituido por la asamblea legislativa, ubicada en el Palácio 9 de Julho y conformada por 94 diputados estaduales.
El poder judicial tiene como instancia máxima el tribunal de justicia, localizado en el Palacio de Justicia, compuesto por desembargadores. Órganos de este poder están esparcidos por todo el territorio estadual a través de comarcas.

## Salud

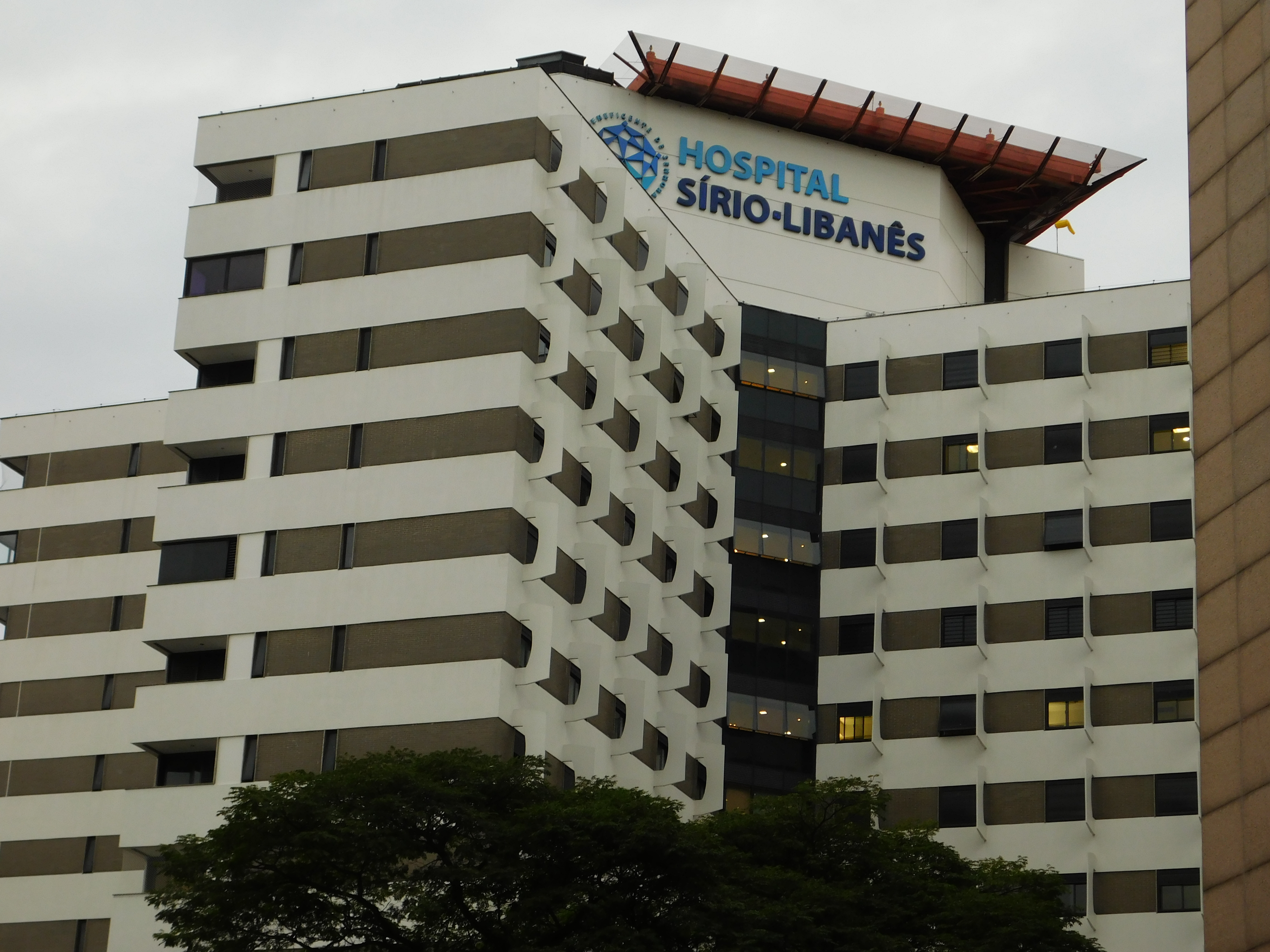
Hospital Sirio-libanés.

La ciudad tiene algunas de las más respetadas instituciones médicas, los principales son:
- Hospital de las Clínicas (centro de referencia mundial en cardiología)
- Hospital Israelita Albert Einstein (Tiene 4500 médicos registrados, es también el hospital privado más moderno de América Latina, en 1999 fue la primera institución de salud fuera de los Estados Unidos, reconocida por la Joint Comission International (la certificadora de servicios de salud más importante del mundo).[108]
- Instituto Dante Pazanese
- Hospital Sirio-libanés (La única institución en América Latina que integra el grupo de centros mundiales de salud habilitados para realizar la radioterapia de intensidad modulada (IMRT). Tiene además una alianza con el Memorial Sloan-Kettering Cancer Center de Nueva York).[109]
- Hospital San Luis
- Santa Casa de Misericordia de São Paulo
- Hospital Emílio Ribas (centro de referencia en el tratamiento de Infecciones de transmisión sexual)
- Hospital Pérola Byington (centro de referencia en la salud de la mujer)
- Hospital del Servidor Público Estatal - IAMSPE (centro de salud exclusivo para los empleados del Gobierno del Estado de São Paulo).
- Cancer Center - Hospital A.C. Camargo (centro de referencia mundial en tratamiento del cáncer)

## Educación

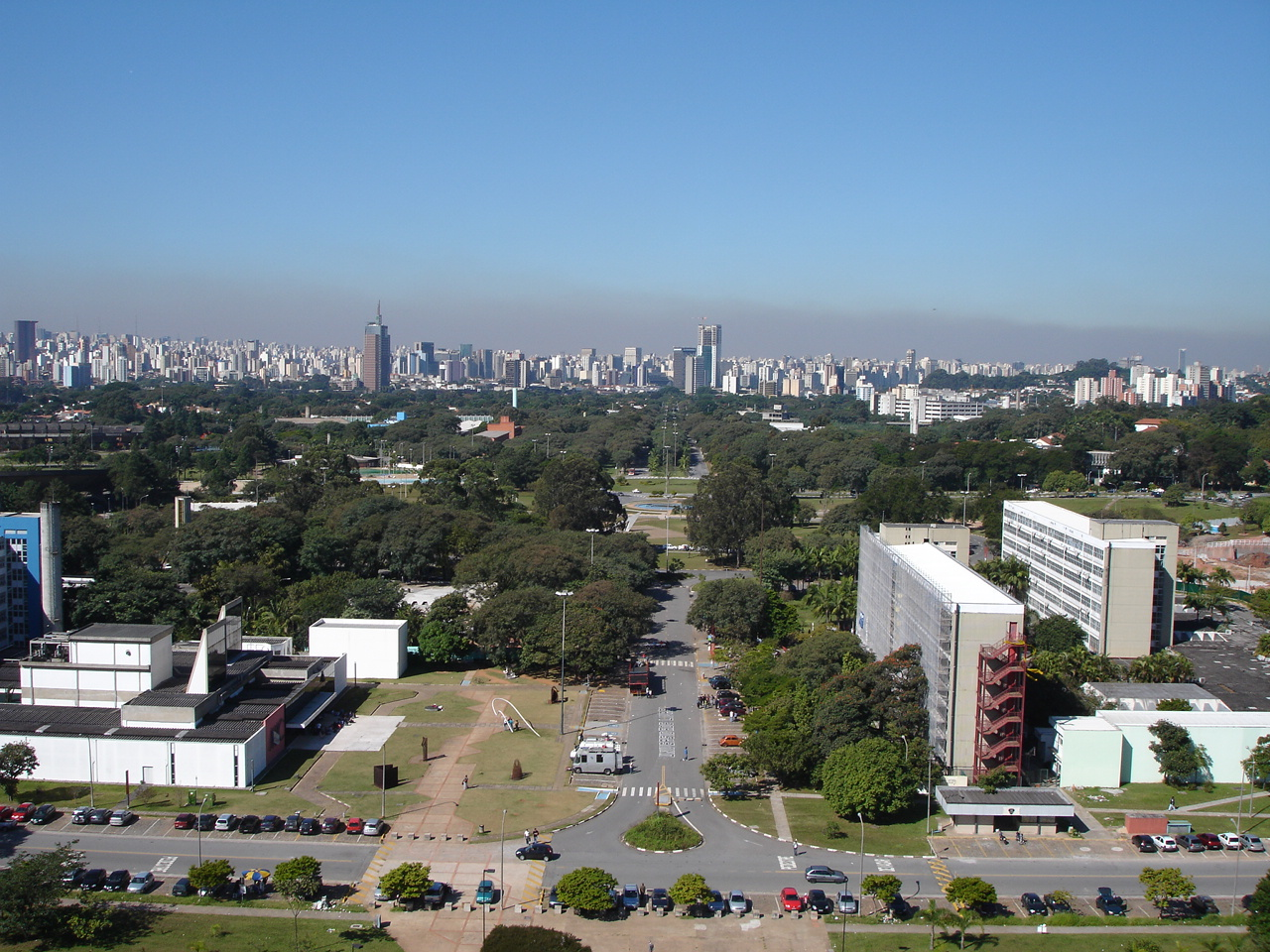
Ciudad Universitaria Armando de Salles Oliveira, en la zona oeste de São Paulo.

En São Paulo están ubicados centros de educación reconocidos a nivel mundial. La Universidad de São Paulo (USP) (pública y autónoma) considerada la mejor universidad de América Latina, según la clasificación de 2014 de la Universidad de Shanghái Jiao Tong y una de las universidades más reputadas del planeta según el Times Higher Education World University Rankings.
Además la ciudad posee otras universidades e institutos educativos, los cuales son:
- Centro Federal de Educación Tecnológica (CEFET- São Paulo)
- Centro Paula Souza
- Centro Universitario Unisant'Ana
- Facultad de Tecnología del Estado de São Paulo (FATEC)
- Facultades Metropolitanas Unidas
- Fundación Armando Alvares Penteado (FAAP)
- Fundación Escuela de Comercio Álvares Penteado (FECAP)
- Pontificia Universidad Católica de São Paulo (PUC-SP)
- UNIESP
- Universidad Paulista (UNIP)
- Universidad Anhembi Morumbi
- Universidad bandeirante (UNIBAN)
- Universidad de la Ciudad de São Paulo (UNICID)
- Universidad Estatal Paulista (UNESP)
- Universidad Federal de São Paulo (UFSP)
- Universidad Iberoamericana (UNIBERO)
- Universidad Ibirapuera
- Universidad Nueve de Julio (UNINOVE)
- Universidad San Judas Tadeo
- Universidad Zumbi dos Palmares
- Universidad Mackenzie
- Academia Internacional de Cine

## Cultura

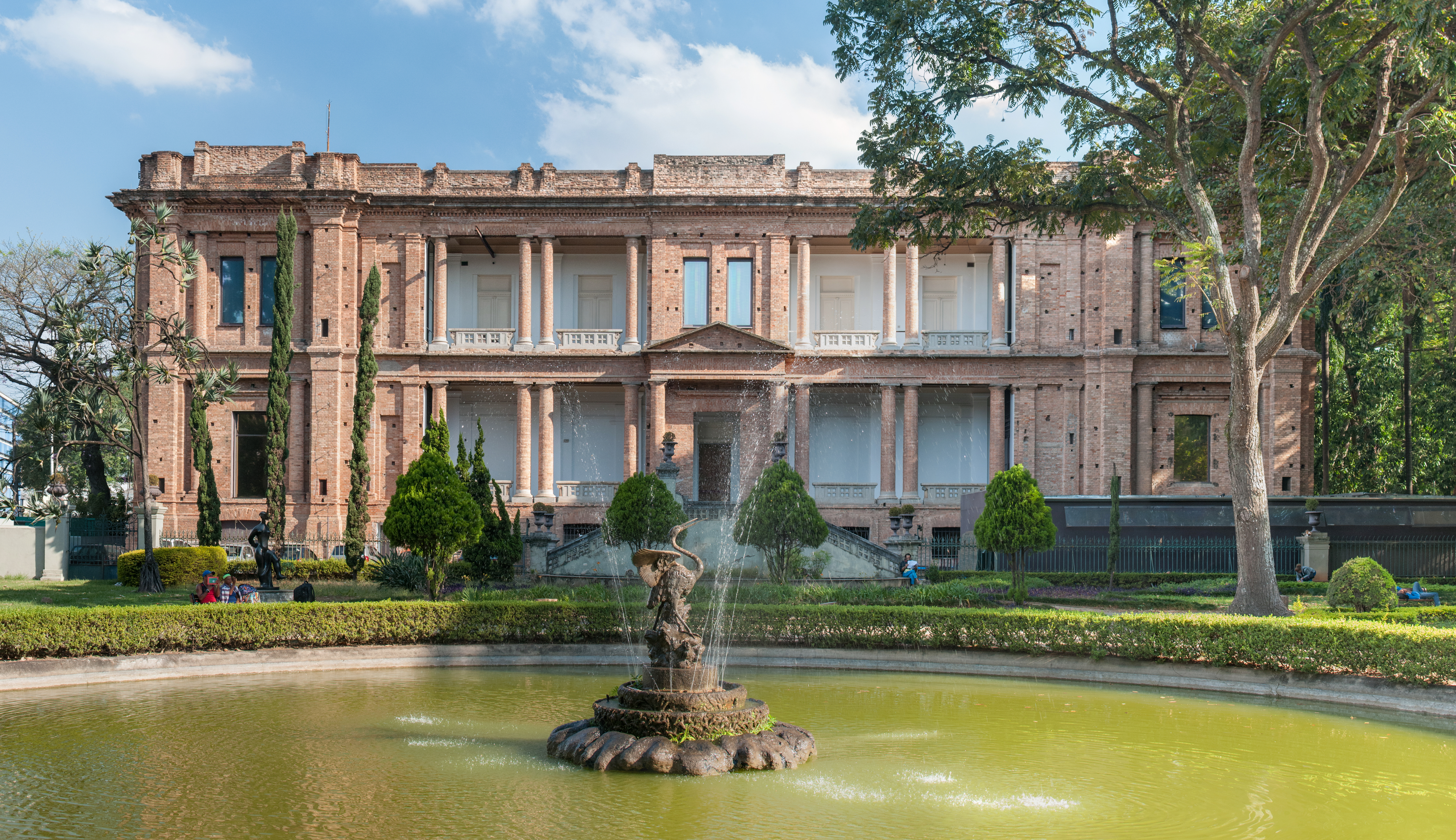
Pinacoteca del Estado

São Paulo es considerado un importante polo cultural en Brasil, siendo considerado local de origen de una serie de movimientos artísticos y estéticos a lo largo de su historia durante todo el siglo XX. Rivaliza con Río de Janeiro el estatus de sede de las principales instituciones culturales del país.
São Paulo posee una amplia red de teatros, casas de espectáculos, bares, instituciones de enseñanza, museos y galerías de arte y no son raras las instituciones que emplean superlativos en sus descripciones (por ejemplo, la mayor universidad pública del país - la Universidad de São Paulo, la mayor universidad pública de Brasil (mantenida por el gobierno del Estado de São Paulo, pero es totalmente autónoma) - la Universidad Paulista - y la mayor casa de espectáculos del país, el Credicard Hall).
Tal complejo cultural, sin embargo, está localizado generalmente en las regiones centrales de la ciudad (o en aquello que ha dado en llamarse "Centro expandido" o en sus inmediaciones), de forma que son comunes las críticas de ciertos estudiosos del fenómeno urbano tratando de explicitar la posible segregación espacial que los habitantes de las regiones más periféricas de las ciudades experimentan, causa, según sus perspectivas, a una especie de negación a los derechos de los beneficios que la ciudad brinda. San Pablo, que «atesora cultura», por tanto, acaba también siendo considerado un San Pablo «idealizado», ya que no corresponde a la realidad de la mayor parte de la población.
La ciudad es bastante heterogénea y es posible decir que la cultura paulista es fruto de la simbiosis de varios pueblos que emigraron durante la primera República, unido a elementos culturales de los períodos colonial e imperial. Entre estas culturas, se destacan la italiana, la japonesa, la portuguesa y la española, las dos primeras con fuerza especial. Trazos de esta mezcla son evidentes en regiones de la ciudad consideradas «típicamente italianas», como Bixiga o «típicamente japonesas», como el barrio de Liberdade.
De la misma forma que las manifestaciones culturales constituyen terreno germinador de cultura, en momentos y contextos diversos, estas mismas manifestaciones han establecido diálogo con la ciudad, sea en el plano simbólico, sea como tema u homenaje o incluso como referencia. Una de las manifestaciones con más referencias en São Paulo es la música. Compositores diversos, a lo largo de la historia, crearon obras cuyo tema es la ciudad, llegando a tenerla como título. Ejemplos célebres incluyen las composiciones Sampa (abreviatura popular para designar a São Paulo), de Caetano Veloso; São San Pablo, de Tom Zé (que incluso posee otras músicas relacionadas con la cultura paulista); São Paulo, eu te amo, de Tom Jobim y São Paulo, São Paulo, del grupo Premeditando o Breque (considerada la versión local de la conocida canción "New York, New York", inmortalizada por Frank Sinatra). São Paulo tiene la OSESP (Orquesta Sinfónica del Estado de San Pablo), una de las más destacadas orquestas sinfónicas del mundo, así como muchas salas de conciertos y casas de ópera como la Sala São Paulo que está entre las 10 mejores salas de conciertos del mundo, el Teatro Municipal y el Teatro San Pedro.
La literatura también registró marcas culturales de la ciudad. Ejemplos célebres son textos de Alcântara Machado, o el conjunto de la obra de Mário de Andrade.

## Cultura, parques y monumentos
- el Memorial da América Latina;
- el teatro Municipal (1911) ;
- el Museo de Arte de São Paulo (MASP);
- la Pinacoteca del Estado de São Paulo;
- la catedral da Sé;
- el Museu do Ipiranga (estilo clásico con jardín francés);
- el monumento de Ipiranga;
- el parque de Ibirapuera (el Central Park de São Paulo) y su monumento a las Banderas;
- La avenida Paulista, la arteria comercial principal elegida como símbolo de la villa en respuesta al Pan de Ázucar de Río de Janeiro;[113]
- el patio do Colégio;
- el Jardim da Luz;
- el jardín botánico de São Paulo;
- el parque Trianon;
- el Zoológico de São Paulo;
- el Mirante do Vale;
- el Eldorado Business Tower;
- el E-Tower.

## Deportes
São Paulo tiene tres de los principales clubes de fútbol de Brasil: Corinthians, Palmeiras y São Paulo FC, el llamado "Trío de Hierro".
El Corinthians fue fundado en 1910 por un grupo de trabajadores del barrio de Bom Retiro. La fundación del Palmeiras, en 1914, fue el resultado de un desacuerdo que surgió entre dos facciones dentro de la administración del Corinthians. Este desacuerdo llevó a la mayor rivalidad del fútbol en la ciudad existente hasta hoy. Por su parte, el São Paulo fue fundado en 1930, como una reminiscencia del antiguo Club Paulistano. Los dos estadios más grandes de São Paulo son el Morumbi, que pertenece al São Paulo FC, y el Pacaembú, perteneciente a la administración de la ciudad sede de eventos como las semifinales de la Copa Sudamericana 2014 y Copa Libertadores 2016. El Corinthians tiene el estadio Parque São Jorge, pero construyó su gran arena en el barrio de Itaquera, que incluso albergó la abertura del Mundial de la FIFA de 2014.
Finalmente, el Palmeiras ya tiene su nuevo campo, el Palestra Italia, también llamada de Allianz Parque. Fue elegido en el primer semestre de 2015 como el mejor estadio del mundo, ubicado en la zona oeste de la ciudad, muy cerca de las estaciones de autobús, tren metropolitano y metro. La Alcaldía de São Paulo hizo un homenaje al club, que consistió en cambiar el nombre de la calle donde se queda el Allianz Parque: antes se llamaba Turiassú, y ahora se denomina Palestra Italia.
| Predecesor: Chicago | Ciudad Panamericana 1963                                          | Sucesor: Winnipeg     |
| Predecesor: Cuenca  | Ciudad Sudamericana Junto a Río de Janeiro, Curitiba y Belém 2002 | Sucesor: Buenos Aires |

## Transporte

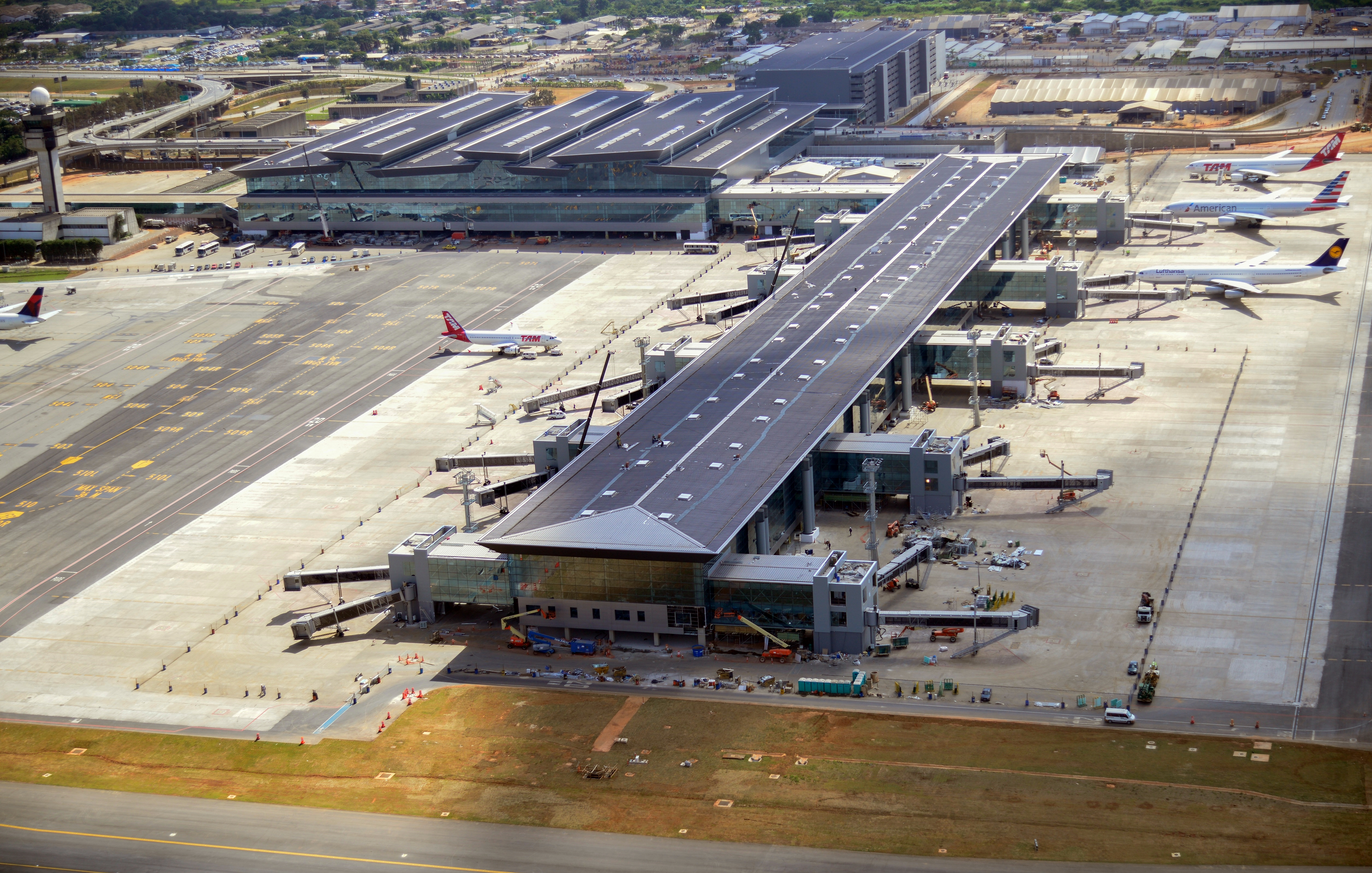
Aeropuerto Internacional de São Paulo-Guarulhos.

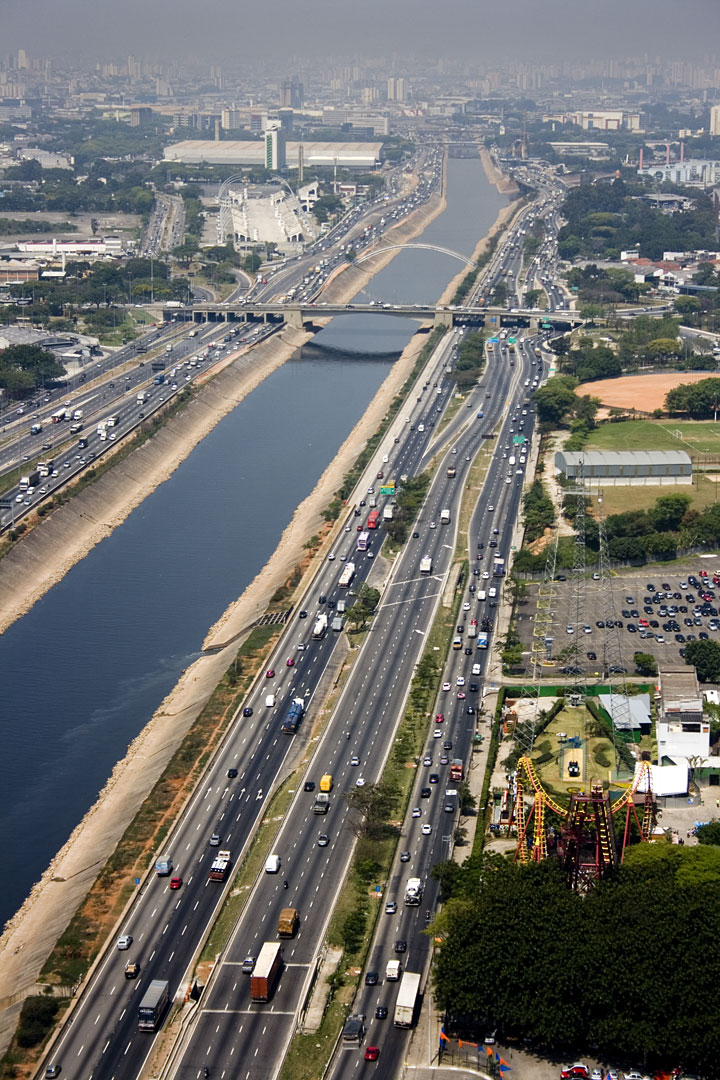
Marginal Tietê.

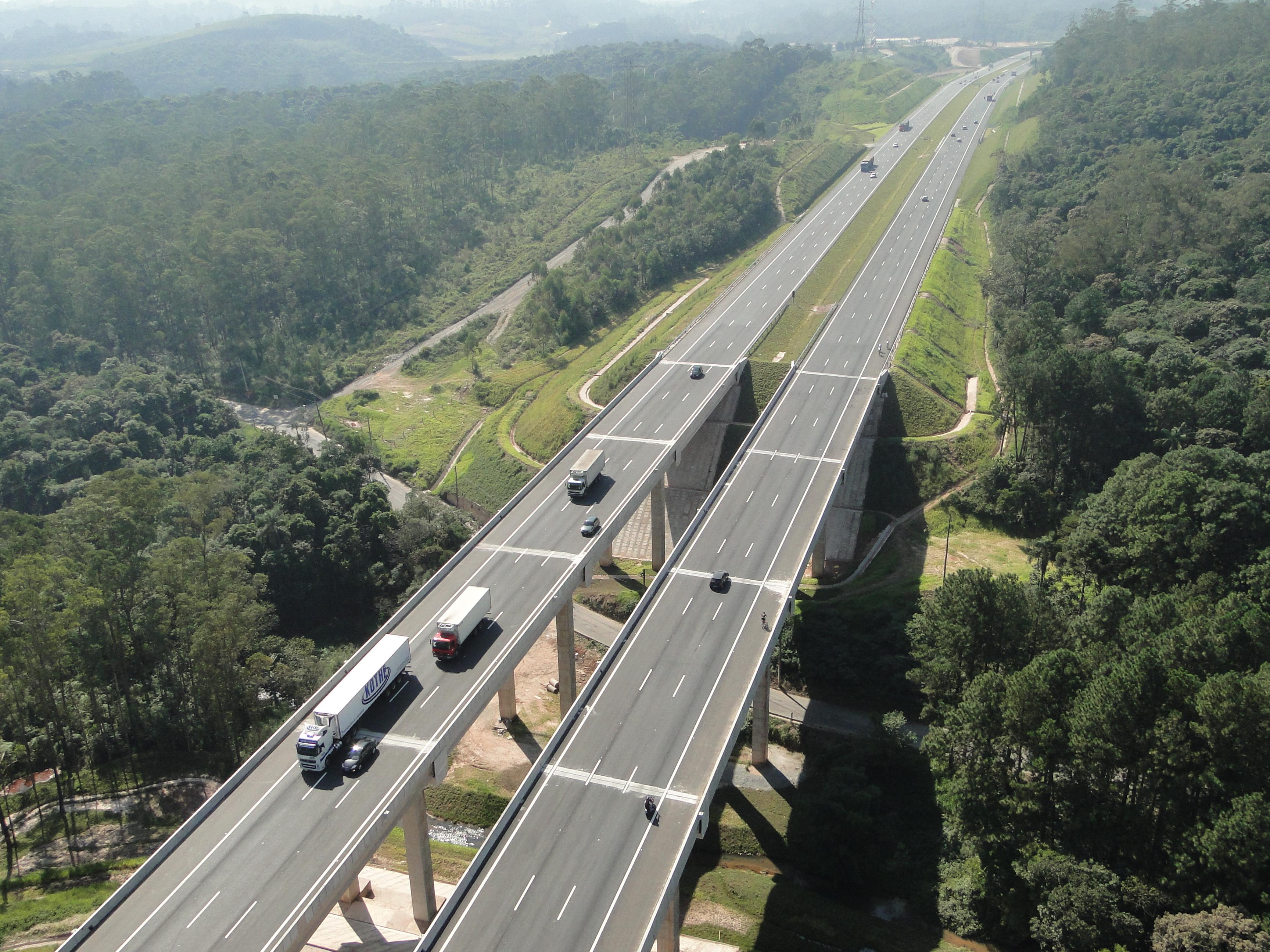
Rodoanel Mário Covas.

La ciudad se encuentra a menos de una hora de algunas playas (puerto de Santos, Guarujá, Maresías), y atiende su tráfico aéreo a través de cuatro aeropuertos: Guarulhos, donde se concentra la mayoría del tráfico internacional, Congoñas, donde se atiende principalmente el tráfico nacional, además de vuelos hacia países del Mercosur; Campo de Marte, donde se concentran la aviación privada, los taxis aéreos ejecutivos, la aviación militar, helicópteros y algunos vuelos comerciales; y Viracopos en Campinas, que sirve como aeropuerto alternativo y de carga.

### Sistema viario
El sistema de carreteras y autopistas del municipio es marcadamente heterogéneo.
La ciudad posee un primer semi-cinturón que juega un papel estructurador, tanto a nivel intermunicipal como a nivel metropolitano: son las llamadas Marginal Tietê y la Marginal Pinheiros. Ambas avenidas son consideradas las principales arterias o vías expresas del municipio, ya que a ellas llegan varias vías estatales y federales.
El crecimiento orgánico de la ciudad hizo necesario crear otra forma de interconexión entre las grandes carreteras para evitar el tránsito de paso de cargas pesadas. A los finales de la década de 1990 se inició la construcción del Rodoanel, un segundo anillo viario que interconecta todas las carreteras que llegan a la ciudad por municipios colindantes. La obra es de dimensiones considerables y se está entregando por fases.
Cruzando la ciudad de norte a sur existe un eje formado por las avenidas expresas o semi-expresas Tiradentes, 23 de Maio y Rubem Berta. Un eje similar interconectado por viaductos sirve el eje este-oeste.

### Sistema de tránsito
Otros elementos que caracterizan el paisaje urbano de la ciudad son la gran cantidad de: avenidas, viaductos, puentes y túneles.La Compañía de Ingeniería de Tráfico (o CET) es una empresa vinculada a la Alcaldía de San Pablo, responsable de la gestión, funcionamiento y control del sistema de tránsito de la ciudad. Debido al agravamiento de la congestión vial que sufre San Pablo, originada en el incremento acelerado de la flota vehicular que tuvo lugar a partir de 2003, el gobierno municipal decidió ampliar las restricciones de circulación para los vehículos pesados y de reparto comercial, a partir del 30 de junio de 2008. La restricción de circulación alcanza a vehículos particulares y de empresas de cualquier ciudad excepto aquellos que realizan funciones esenciales, transporte urbano y escolar, atención médica, transporte de productos perecederos o cuyos dueños sean discapacitados. El sistema se aplica de acuerdo a una tabla y en dos franjas de horario del día: de 7 a 10 horas y de 17 a 20 horas.
Actualmente el rodízio no se aplica en toda la ciudad, sino que se limita a una región denominada centro expandido
Sin embargo los atascos de Sao Paulo son cada vez mayores. Uno de los récords lo alcanzó en noviembre de 2013 con 306 km de atasco.
Para entrar o salir de la ciudad, se utiliza un gran número de autopistas o rodovías que cortan o desembocan en la ciudad. Las principales son: Autopista Presidente Dutra; Hernán Días; Ayrton Senna; Inmigrantes; Anchieta; Añangüera; Bandeirantes; Castelo Branco; Raposo Tavares; Régis Bittencourt y Mário Covas.

### La congestión
La ciudad de San Pablo tiene una flota de 7 millones de vehículos aproximadamente. La congestión vehicular en la ciudad es recurrente, dándose las 24 horas del día. Desde 1996, la ciudad toma las medidas paliativas para aliviar los problemas causados por el tráfico, tales como la adopción de "Castor Hall", la limitación de plazas de aparcamiento (zona azul), y el movimiento de camiones y vehículos de carga. La mayor parte de la congestión de la ciudad fue de 428 km de longitud, en marzo de 2008.
Hoy en día, como medidas para abordar el problema del tráfico, se está invirtiendo en varias soluciones, como la ampliación del metro, la construcción de más carriles para buses, la ampliación de la Marginal Tietê, y la construcción de la carretera Anillo Metropolitano. Por último, hay estudios para una futura aplicación de la tarifa de congestión.
Debido a dicho congestionamiento, y sumado a la cantidad de millonarios que viven en la ciudad y el alto número de empresas con sus oficinas en el centro de la ciudad, San Pablo posee la segunda mayor flota de helicópteros en el mundo, solamente superada por la flota de Nueva York, con 456 unidades. Por esto, la ciudad también posee la segunda mayor cantidad de helipuertos del mundo, también detrás de Nueva York, siendo 272 en total.

### Transporte público

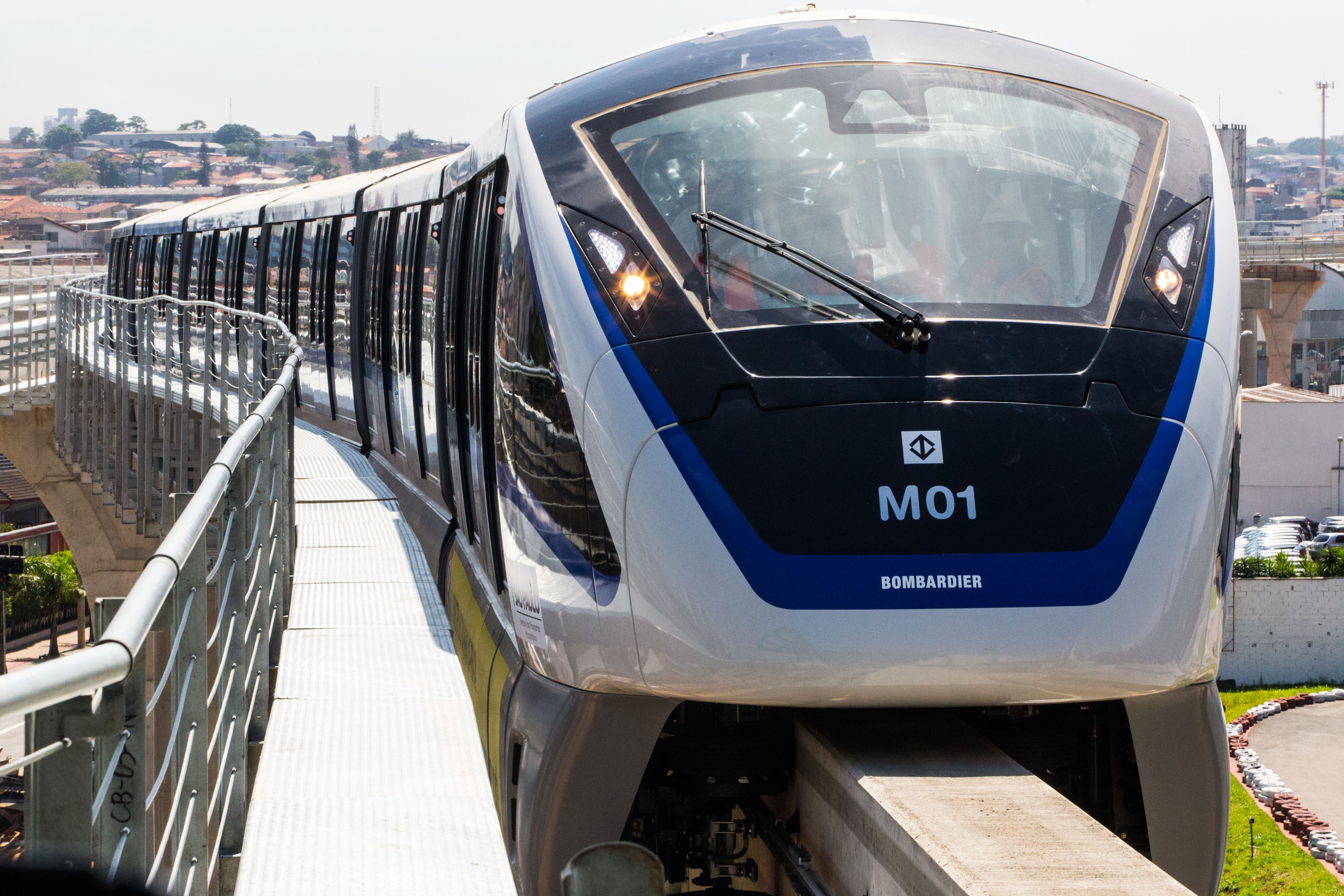
Monorriel de la Línea 15 del Metro de São Paulo.

Los sistemas de transporte colectivo presentan cierto grado de heterogeneidad. Los dos principales medios de transporte público (el metro y el ómnibus) son administrados por las siguientes empresas: Compañía del Metropolitano es una empresa cuyo principal socio es el Estado de San Pablo, además de la reciente inauguración de la Línea 4 - Amarilla operada por el consorcio privado ViaQuatro; El sistema de trenes está dirigido y administrado por la Compañía Paulista de Trenes Metropolitanos también en manos del gobierno del estado; y el sistema de ómnibus, compuesto por diversas empresas particulares, subordinadas por SPTrans, entidad administradora municipal.
En la ciudad existen cerca de 32 mil taxis.
En el año 2008 San Pablo y Bello Horizonte, MG, fueron las dos primeras ciudades de América Latina en poseer informaciones de sus rutas de transporte público a través del sitio de internet Google Maps.

#### Metro

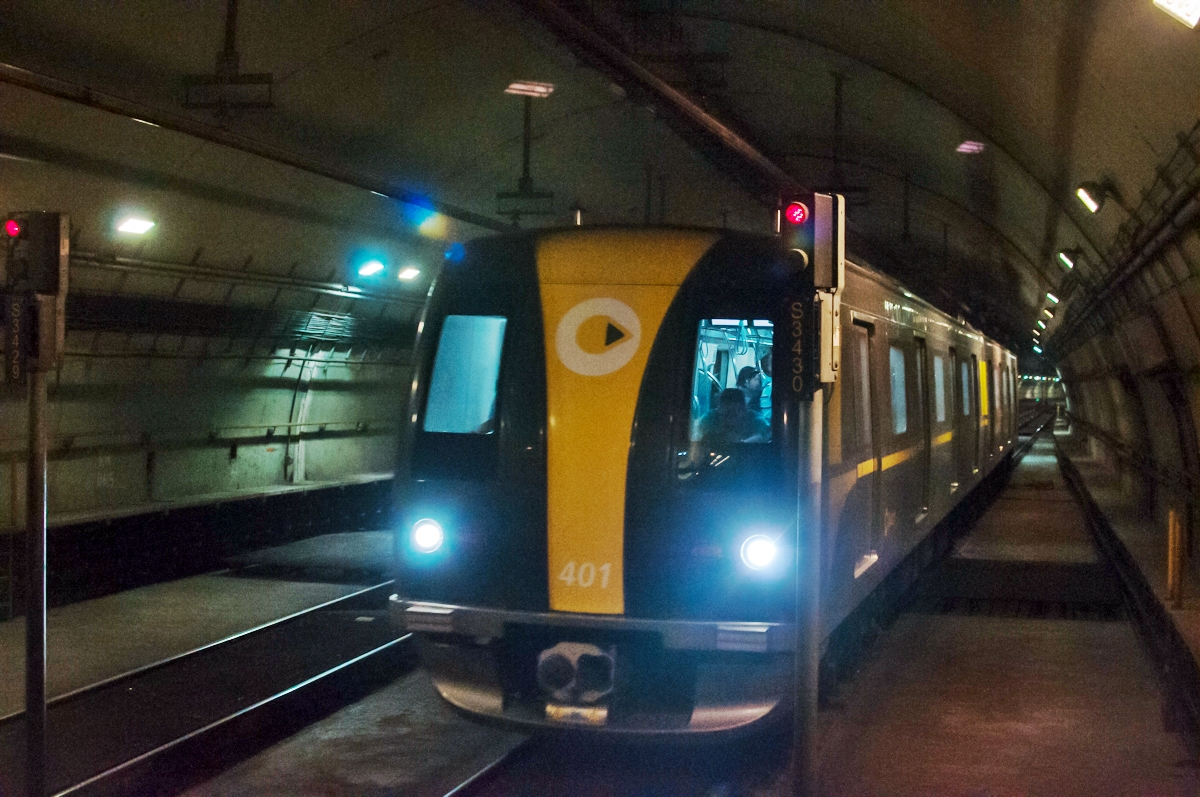
Tren de la Línea 4 del Metro de San Pablo

El metro de San Pablo está acreditado con el certificado ISO 9001. Actualmente es considerado el mejor sistema de transporte sobre rieles de América, y se están llevando a cabo las obras para ampliar dicho sistema. En 2010 se inauguró la Línea 4 - Amarilla, agregando más de 12 kilómetros de extensión al metro de la ciudad. Siendo plenamente subterránea, esta línea recorre importantes distritos de la ciudad, los cuales son: Butantã, Pinheiros e Higienópolis, y hará la unión de los principales centros financieros de la ciudad: la Región de la avenida Brigadeiro Faria Lima, la avenida Paulista y el Centro de San Pablo. También comenzaron las obras de conexión entre las líneas 1 - Azul y 5 - Lila, agregando más de 8 kilómetros a esta última línea. La conclusión de dichas obras está prevista para finales de 2012.
La velocidad máxima en el metro: (líneas 1, 2 y 3: 100 km/h) / (líneas 4 y 5: 80 km/h).

#### Trenes metropolitanos

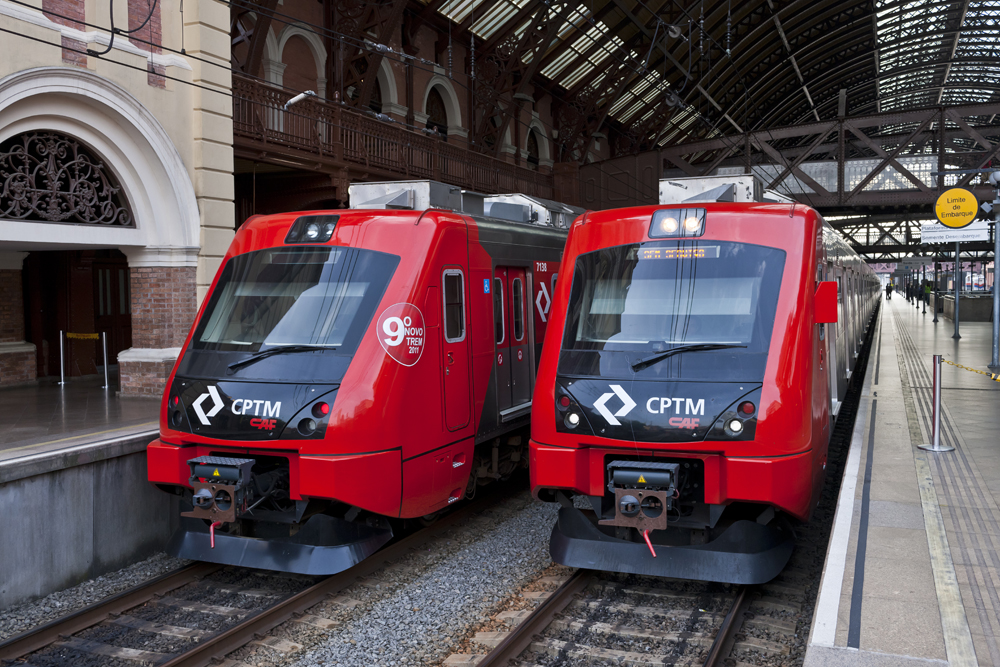
Tren de la CPTM.

La Companhia Paulista de Trens Metropolitanos (CPTM, en español, Compañía Paulista de Trenes Metropolitanos) posee 93 estaciones de seis líneas diferentes, totalizando 278 kilómetros y además de San Pablo también ofrece servicio en otras ciudades de la región metropolitana.
El Metro y la CPTM operan en conjunto en un total de 380 kilómetros de vías férreas en funcionamiento en San Pablo y su región metropolitana.

#### Autobuses

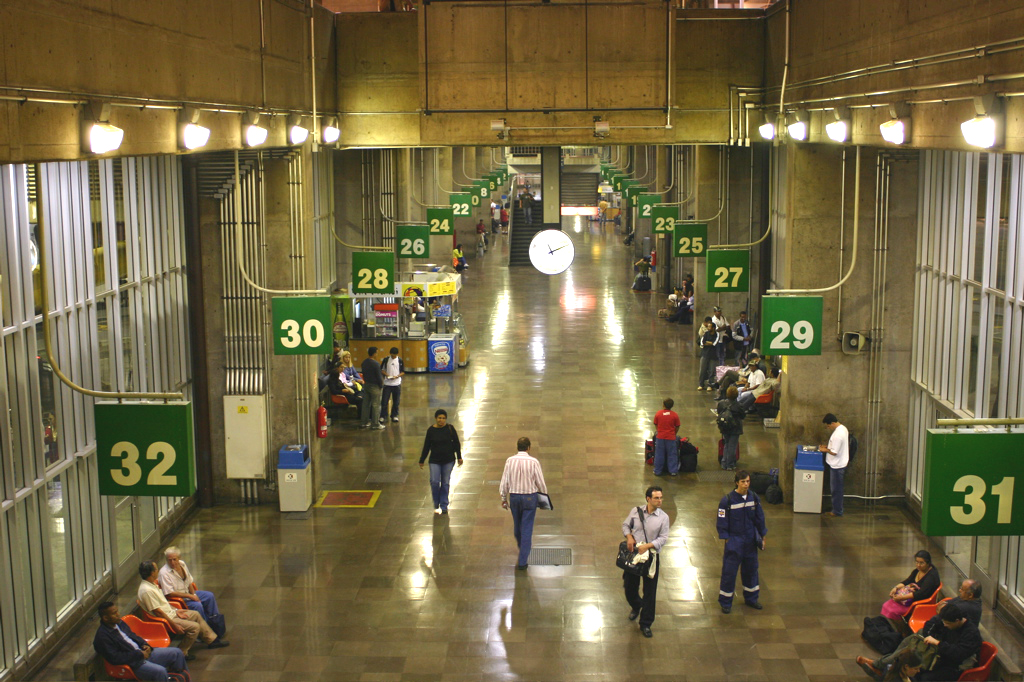
Terminal de Ómnibus Tietê es la terminal de ómnibus más grande de América Latina y la segunda más grande del mundo, atrás de la de Nueva York.

En San Pablo hay más de 7000 líneas de ómnibus urbano. La ciudad es una de las pocas en el mundo que posee un sistema GPS de rastreo y sincronización de los ómnibus de la ciudad, dicho rastreo se puede ver en Internet, y muchas paradas poseen paneles electrónicos con los tiempos de espera de cada línea.
17.000 autobuses constituyen la mayor parte del transporte público en San Pablo, incluyendo cerca de 290 trolebuses. El pago de las tarifas de los autobuses se pueden hacer en efectivo o mediante una tarjeta de valor almacenado llamado Bilhete Único.

##### Autobús de tránsito rápido
Siguiendo el ejemplo pionero de la Rede Integrada de Transporte de la ciudad de Curitiba (sur de Brasil), el gobierno municipal llevó a cabo la construcción del Expresso Tiradentes que es hoy uno de los principales sistemas de autobuses de tránsito rápido de San Pablo. Se trata de un sistema de transporte de mediana capacidad, cuya construcción se inició a mediados de 1997. En 2009, el alcalde Gilberto Kassab y el gobernador del estado, José Serra, anunciaron un acuerdo para su expansión con una inversión de R$ 2.300.000.000 (valor en reales) a través de un metro de mediana capacidad formado por trenes de rodadura neumática de caucho. Su actual objetivo es conectar el distrito Sacomã en zona sudeste hasta el Parque Don Pedro II en el centro de la ciudad, donde los usuarios pueden hacer la integración con otras formas de transporte como el metro y el autobús.

#### Acceso
Desde 2004, se puede acceder al sistema de transporte de la Región Metropolitana de San Pablo con el uso de una tarjeta universal llamada "Billete Único", que almacena un valor ya pre-cargado que es descontado en las barreras de acceso de los autobuses, trenes de la CPTM y del metro. El valor del acceso al Metro de San Pablo y trenes de la CPTM en junio de 2015 era R$3,80 y una vez descontado el valor en la barrera de acesso se puede hacer transferencia entre estos dos medios de transporte, pero para entrar en el autobús se hace necesario más un pequeño débito. El precio descontado en las barreras de accesso (billete Standard) de los autobuses es R$3,80 y la transferencia para el uso de hasta tres viajes más (en autobús) es gratuita, pero para la transferencia de buses a metro o a los trenes es necesario un pequeño débito en la tarjeta. Todas las transferencias y estos precios deben ocurrir en un periodo de tres horas desde el primer paso de la tarjeta.
También está disponible para los estudiantes de escuelas e universidades públicas lo "Passe Livre", un billete gratuito para autobuses y trenes
El transporte público de San Pablo es, probablemente, el más caro de América Latina lo cual es grave porque San Pablo es una ciudad poco amable para los caminantes.[cita requerida]

#### Ampliación y modernización del metro y CPTM
El gobierno del estado de San Pablo ha anunciado recientemente que se está llevando a cabo la ampliación de las líneas del metro y de la CPTM y la compra de nuevos trenes y modernización de las estaciones de la CPTM para que la empresa tenga la misma calidad de servicios y de instalaciones que hay en el metro de San Pablo, la finalización del proyecto no tiene una fecha definida.

#### Estadísticas de transporte público
De acuerdo con el reporte realizado por Moovit en julio de 2017, el promedio de tiempo que las personas pasan en transporte público en Sao Paulo, por ejemplo desde y hacia el trabajo, en un día de la semana es de 93 min., mientras que el 30% de las personas pasan más de 2 horas todos los días. El promedio de tiempo que las personas esperan en una parada o estación es de 19 min., mientras que el 35% de las personas esperan más de 20 minutos cada día. La distancia promedio que la gente suele recorrer en un solo viaje es de 8.1 km, mientras que el 18% viaja por más de 12 km en una sola dirección.

## Televisión
San Pablo es sede de varias de las principales redes de televisión abierta del país, como SBT, Rede Bandeirantes, Rede TV, TV Gazeta, TV Cultura y Rede Record. Además, la primera transmisión de TV en Latinoamérica se hizo en esta ciudad por la extinguida TV Tupi en 1950.

### Emisoras de televisión abierta en São Paulo

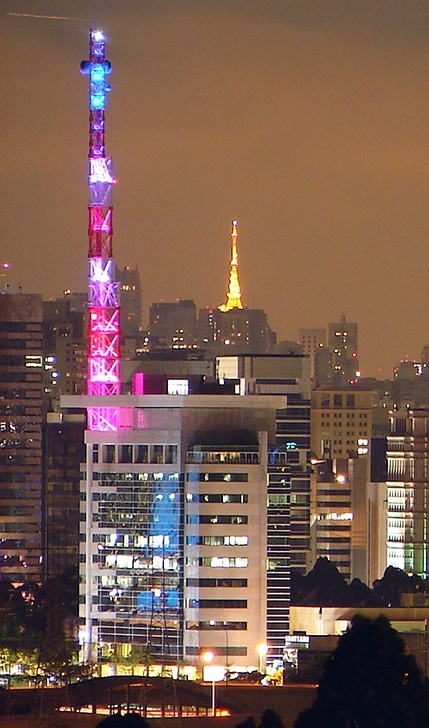
Edificio de la Rede Globo en São Paulo.

#### TV Digital
- TV Cultura - Canal 2.1 (HDTV)
- UNIVESP TV - Canal 2.2
- Multicultura - Canal 2.3
- SBT - Canal 4.1 (HDTV)
- Rede Globo - Canal 5.1 (HDTV)
- Rede Globo - Canal 5.2 (SDTV)
- Rede Record - Canal 7.1 (HDTV)
- RedeTV! - Canal 9.1 (HDTV)
- RedeTV! - Canal 9.2 (Televisión 3D)
- TV Gazeta - Canal 11.1 (HDTV)
- TV Bandeirantes - Canal 13.1 (HDTV)
- Canal 21 - Canal 21.1 (HDTV)
- RIT - Canal 30.1
- MTV Brasil - Canal 32.1 (HDTV)
- Rede Vida - Canal 34.1 (HDTV)
- TV Diário - Canal 38.1 (HDTV)
- TV Aparecida - Canal 41.1 (HDTV)
- Record News - Canal 42.1 (HDTV)
- NGT - Canal 48.1
- TV Câmara - Canal 61.1 — Canal de la Cámara de los Deputados de Brasil
- TV ALESP - Canal 61.2 - Canal de la Legislatura del Estado de Sao Paulo
- TV Senado - Canal 61.3 - Canal del Senado brasileño
- TV Brasil - Canal 63.1 (HDTV)
- TV Justiça - Canal 64.1
- Ponto Jus - Canal 64.2

## Relaciones internacionales
San Pablo está hermanada con las siguientes ciudades:
- San Salvador, El Salvador
- Beirut, Líbano
- Abiyán, Costa de Marfil (1981)
- Caracas, Venezuela (2000)
- Valencia, Venezuela (2010)
- Mérida, Venezuela
- Valparaíso, Chile (2007)
- Río de Janeiro, Brasil (1995)
- Amán, Jordania (1997)
- Asunción, Paraguay (1998)
- Bamako, Malí (2000)
- Barcelona, España (1985)
- Budapest, Hungría (2000)
- Buenos Aires, Argentina (1999)
- Cluj-Napoca, Rumania (2000)
- Coímbra, Portugal (1996)
- Córdoba, España (2001)[134]
- Damasco, Siria (1999)
- Ereván, Armenia (1999)
- Funchal, Portugal (1998)
- Góis, Portugal (2000)
- Kuala Lumpur, Malasia (1997)
- La Habana, Cuba (1997)
- La Paz, Bolivia (1996)
- La Plata, Argentina (1988)
- Lima, Perú (2002)
- Arequipa, Perú (2002)
- Leiría, Portugal (1996)
- Lisboa, Portugal (1995)
- Luanda, Angola (1993)
- Macao, República Popular de China (1999)
- Manila, Filipinas (2002)
- Milán, Italia (1962)
- Mendoza, Argentina (1998)
- Medellín, Colombia
- Miami, Florida, Estados Unidos de América (1988)
- Chicago, Illinois, Estados Unidos de América (2007)[135]
- Norfolk, Virginia, Estados Unidos de América
- Montevideo, Uruguay (2001)
- Naha, Japón (1998)
- Osaka, Japón (1969)
- Pekín, República Popular de China (1999)
- Presidente Franco, Paraguay (1994)
- San Cristóbal de La Laguna, España (1990)
- San José, Costa Rica
- Santiago, Chile (1998)
- Santiago de Compostela, España (2000)*
- Seúl, Corea del Sur (1977)
- Shanghái, República Popular de China (1988)
- Tel Aviv, Israel (2004)
- Toronto, Canadá (1999)
- Rionegro, Colombia (2008)
- Fernando de la Mora, Paraguay (2007)
- San Pablo, Colombia (2010)
- Ciudad de México, México (2011)
- Santa Catarina, México (2011)
- Monterrey, México (2011)
- Torreón Coahuila, México (2011)